# Incontri ufficiali della nazionale maschile di calcio della Bulgaria
Questa è la Cronologia completa delle partite ufficiali della Nazionale di calcio della Bulgaria dal 1924 ad oggi.

## Partite dal 1924 al 1943
| Cronologia completa delle presenze e delle reti in nazionale ― Bulgaria | Cronologia completa delle presenze e delle reti in nazionale ― Bulgaria | Cronologia completa delle presenze e delle reti in nazionale ― Bulgaria | Cronologia completa delle presenze e delle reti in nazionale ― Bulgaria | Cronologia completa delle presenze e delle reti in nazionale ― Bulgaria | Cronologia completa delle presenze e delle reti in nazionale ― Bulgaria | Cronologia completa delle presenze e delle reti in nazionale ― Bulgaria | Cronologia completa delle presenze e delle reti in nazionale ― Bulgaria |
| Data                                                                    | Città                                                                   | In casa                                                                 | Risultato                                                               | Ospiti                                                                  | Competizione                                                            | Reti                                                                    | Note                                                                    |
| ----------------------------------------------------------------------- | ----------------------------------------------------------------------- | ----------------------------------------------------------------------- | ----------------------------------------------------------------------- | ----------------------------------------------------------------------- | ----------------------------------------------------------------------- | ----------------------------------------------------------------------- | ----------------------------------------------------------------------- |
| 21-5-1924                                                               | Vienna                                                                  | Austria                                                                 | 6 – 0                                                                   | Bulgaria                                                                | Amichevole                                                              | -                                                                       |                                                                         |
| 28-5-1924                                                               | Colombes                                                                | Bulgaria                                                                | 0 – 1                                                                   | Irlanda                                                                 | Olimpiadi 1924                                                          | -                                                                       |                                                                         |
| 10-4-1925                                                               | Istanbul                                                                | Turchia                                                                 | 2 – 1                                                                   | Bulgaria                                                                | Amichevole                                                              | -                                                                       |                                                                         |
| 31-5-1925                                                               | Sofia                                                                   | Bulgaria                                                                | 2 – 4                                                                   | Romania                                                                 | Amichevole                                                              | -                                                                       |                                                                         |
| 25-4-1926                                                               | Bucarest                                                                | Romania                                                                 | 6 – 1                                                                   | Bulgaria                                                                | Amichevole                                                              | -                                                                       |                                                                         |
| 30-5-1926                                                               | Zagabria                                                                | Jugoslavia                                                              | 3 – 1                                                                   | Bulgaria                                                                | Amichevole                                                              | -                                                                       |                                                                         |
| 15-5-1927                                                               | Sofia                                                                   | Bulgaria                                                                | 0 – 2                                                                   | Jugoslavia                                                              | Amichevole                                                              | -                                                                       |                                                                         |
| 17-7-1927                                                               | Sofia                                                                   | Bulgaria                                                                | 3 – 3                                                                   | Turchia                                                                 | Amichevole                                                              | -                                                                       |                                                                         |
| 14-10-1927                                                              | Istanbul                                                                | Turchia                                                                 | 3 – 1                                                                   | Bulgaria                                                                | Amichevole                                                              | -                                                                       |                                                                         |
| 21-4-1929                                                               | Bucarest                                                                | Romania                                                                 | 3 – 0                                                                   | Bulgaria                                                                | Amichevole                                                              | -                                                                       |                                                                         |
| 30-6-1929                                                               | Sofia                                                                   | Bulgaria                                                                | 1 – 1                                                                   | Grecia                                                                  | Amichevole                                                              | -                                                                       |                                                                         |
| 22-8-1929                                                               | Budapest                                                                | Ungheria                                                                | 3 – 2                                                                   | Bulgaria                                                                | Amichevole                                                              | -                                                                       |                                                                         |
| 15-9-1929                                                               | Sofia                                                                   | Bulgaria                                                                | 2 – 3                                                                   | Romania                                                                 | Amichevole                                                              | -                                                                       |                                                                         |
| 13-4-1930                                                               | Belgrado                                                                | Jugoslavia                                                              | 6 – 1                                                                   | Bulgaria                                                                | Amichevole                                                              | -                                                                       |                                                                         |
| 15-6-1930                                                               | Sofia                                                                   | Bulgaria                                                                | 2 – 2                                                                   | Jugoslavia                                                              | Amichevole                                                              | -                                                                       |                                                                         |
| 5-8-1930                                                                | Sofia                                                                   | Bulgaria                                                                | 0 – 2                                                                   | Ungheria                                                                | Amichevole                                                              | -                                                                       |                                                                         |
| 12-10-1930                                                              | Sofia                                                                   | Bulgaria                                                                | 5 – 3                                                                   | Romania                                                                 | Coppa dei Balcani                                                       | -                                                                       |                                                                         |
| 16-11-1930                                                              | Sofia                                                                   | Bulgaria                                                                | 0 – 3                                                                   | Jugoslavia                                                              | Coppa dei Balcani                                                       | -                                                                       |                                                                         |
| 7-12-1930                                                               | Atene                                                                   | Grecia                                                                  | 6 – 1                                                                   | Bulgaria                                                                | Coppa dei Balcani                                                       | -                                                                       |                                                                         |
| 19-4-1931                                                               | Belgrado                                                                | Jugoslavia                                                              | 1 – 0                                                                   | Bulgaria                                                                | Coppa dei Balcani                                                       | -                                                                       |                                                                         |
| 10-5-1931                                                               | Bucarest                                                                | Romania                                                                 | 5 – 2                                                                   | Bulgaria                                                                | Coppa dei Balcani                                                       | -                                                                       |                                                                         |
| 17-5-1931                                                               | Sofia                                                                   | Bulgaria                                                                | 2 – 2                                                                   | Italia                                                                  | Amichevole                                                              | -                                                                       |                                                                         |
| 27-9-1931                                                               | Sofia                                                                   | Bulgaria                                                                | 5 – 1                                                                   | Turchia                                                                 | Coppa dei Balcani                                                       | -                                                                       |                                                                         |
| 4-10-1931                                                               | Sofia                                                                   | Bulgaria                                                                | 3 – 2                                                                   | Jugoslavia                                                              | Coppa dei Balcani                                                       | -                                                                       |                                                                         |
| 25-10-1931                                                              | Sofia                                                                   | Bulgaria                                                                | 2 – 1                                                                   | Grecia                                                                  | Coppa dei Balcani                                                       | -                                                                       |                                                                         |
| 20-3-1932                                                               | Padova                                                                  | Italia                                                                  | 4 – 0                                                                   | Bulgaria                                                                | Amichevole                                                              | -                                                                       |                                                                         |
| 27-3-1932                                                               | Atene                                                                   | Grecia                                                                  | 1 – 2                                                                   | Bulgaria                                                                | Amichevole                                                              | -                                                                       |                                                                         |
| 30-3-1932                                                               | Atene                                                                   | Grecia                                                                  | 2 – 2                                                                   | Bulgaria                                                                | Amichevole                                                              | -                                                                       |                                                                         |
| 24-4-1932                                                               | Sofia                                                                   | Bulgaria                                                                | 1 – 1                                                                   | Ungheria                                                                | Amichevole                                                              | -                                                                       |                                                                         |
| 9-6-1932                                                                | Sofia                                                                   | Bulgaria                                                                | 3 – 5                                                                   | Francia                                                                 | Amichevole                                                              | -                                                                       |                                                                         |
| 26-6-1932                                                               | Belgrado                                                                | Bulgaria                                                                | 2 – 0                                                                   | Romania                                                                 | Coppa dei Balcani                                                       | -                                                                       |                                                                         |
| 30-6-1932                                                               | Belgrado                                                                | Jugoslavia                                                              | 2 – 3                                                                   | Bulgaria                                                                | Coppa dei Balcani                                                       | -                                                                       |                                                                         |
| 2-7-1932                                                                | Belgrado                                                                | Bulgaria                                                                | 2 – 0                                                                   | Grecia                                                                  | Coppa dei Balcani                                                       | -                                                                       |                                                                         |
| 4-11-1932                                                               | Istanbul                                                                | Turchia                                                                 | 2 – 3                                                                   | Bulgaria                                                                | Amichevole                                                              | -                                                                       |                                                                         |
| 21-5-1933                                                               | Chamartín                                                               | Spagna                                                                  | 13 – 0                                                                  | Bulgaria                                                                | Amichevole                                                              | -                                                                       |                                                                         |
| 4-6-1933                                                                | Bucarest                                                                | Romania                                                                 | 7 – 0                                                                   | Bulgaria                                                                | Coppa dei Balcani                                                       | -                                                                       |                                                                         |
| 7-6-1933                                                                | Bucarest                                                                | Bulgaria                                                                | 0 – 4                                                                   | Jugoslavia                                                              | Coppa dei Balcani                                                       | -                                                                       |                                                                         |
| 10-6-1933                                                               | Bucarest                                                                | Bulgaria                                                                | 2 – 0                                                                   | Grecia                                                                  | Coppa dei Balcani                                                       | -                                                                       |                                                                         |
| 4-2-1934                                                                | Atene                                                                   | Grecia                                                                  | 1 – 0                                                                   | Bulgaria                                                                | Amichevole                                                              | -                                                                       |                                                                         |
| 18-3-1934                                                               | Sofia                                                                   | Bulgaria                                                                | 1 – 2                                                                   | Jugoslavia                                                              | Amichevole                                                              | -                                                                       |                                                                         |
| 25-3-1934                                                               | Sofia                                                                   | Bulgaria                                                                | 1 – 4                                                                   | Ungheria                                                                | Qual. Mondiali 1934                                                     | -                                                                       |                                                                         |
| 1-4-1934                                                                | Belgrado                                                                | Jugoslavia                                                              | 2 – 3                                                                   | Bulgaria                                                                | Amichevole                                                              | -                                                                       |                                                                         |
| 25-4-1934                                                               | Vienna                                                                  | Austria                                                                 | 6 – 1                                                                   | Bulgaria                                                                | Qual. Mondiali 1934                                                     | -                                                                       |                                                                         |
| 29-4-1934                                                               | Budapest                                                                | Ungheria                                                                | 4 – 1                                                                   | Bulgaria                                                                | Qual. Mondiali 1934                                                     | -                                                                       |                                                                         |
| 25-12-1934                                                              | Atene                                                                   | Bulgaria                                                                | 3 – 4                                                                   | Jugoslavia                                                              | Coppa dei Balcani                                                       | -                                                                       |                                                                         |
| 30-12-1934                                                              | Atene                                                                   | Bulgaria                                                                | 2 – 3                                                                   | Romania                                                                 | Coppa dei Balcani                                                       | -                                                                       |                                                                         |
| 1-1-1935                                                                | Atene                                                                   | Grecia                                                                  | 1 – 2                                                                   | Bulgaria                                                                | Coppa dei Balcani                                                       | -                                                                       |                                                                         |
| 26-5-1935                                                               | Sofia                                                                   | Bulgaria                                                                | 2 – 0                                                                   | Germania                                                                | Amichevole                                                              | -                                                                       |                                                                         |
| 16-6-1935                                                               | Sofia                                                                   | Bulgaria                                                                | 5 – 2                                                                   | Grecia                                                                  | Coppa dei Balcani                                                       | -                                                                       |                                                                         |
| 19-6-1935                                                               | Sofia                                                                   | Bulgaria                                                                | 4 – 0                                                                   | Romania                                                                 | Coppa dei Balcani                                                       | -                                                                       |                                                                         |
| 24-6-1935                                                               | Sofia                                                                   | Bulgaria                                                                | 3 – 3                                                                   | Jugoslavia                                                              | Coppa dei Balcani                                                       | -                                                                       |                                                                         |
| 20-10-1935                                                              | Lipsia                                                                  | Germania                                                                | 4 – 2                                                                   | Bulgaria                                                                | Amichevole                                                              | -                                                                       |                                                                         |
| 21-5-1936                                                               | Bucarest                                                                | Bulgaria                                                                | 5 – 4                                                                   | Grecia                                                                  | Coppa dei Balcani                                                       | -                                                                       |                                                                         |
| 24-5-1936                                                               | Bucarest                                                                | Romania                                                                 | 4 – 1                                                                   | Bulgaria                                                                | Coppa dei Balcani                                                       | -                                                                       |                                                                         |
| 12-7-1936                                                               | Belgrado                                                                | Jugoslavia                                                              | 3 – 1                                                                   | Bulgaria                                                                | Amichevole                                                              | -                                                                       |                                                                         |
| 11-7-1937                                                               | Sofia                                                                   | Bulgaria                                                                | 4 – 0                                                                   | Jugoslavia                                                              | Amichevole                                                              | -                                                                       |                                                                         |
| 12-9-1937                                                               | Sofia                                                                   | Bulgaria                                                                | 3 – 3                                                                   | Polonia                                                                 | Amichevole                                                              | -                                                                       |                                                                         |
| 7-11-1937                                                               | Sofia                                                                   | Bulgaria                                                                | 1 – 1                                                                   | Cecoslovacchia                                                          | Qual. Mondiali 1938                                                     | -                                                                       |                                                                         |
| 24-3-1938                                                               | Parigi                                                                  | Francia                                                                 | 6 – 1                                                                   | Bulgaria                                                                | Amichevole                                                              | -                                                                       |                                                                         |
| 24-4-1938                                                               | Praga                                                                   | Cecoslovacchia                                                          | 6 – 0                                                                   | Bulgaria                                                                | Qual. Mondiali 1938                                                     | -                                                                       |                                                                         |
| 2-10-1938                                                               | Sofia                                                                   | Bulgaria                                                                | 1 – 3                                                                   | Germania                                                                | Amichevole                                                              | -                                                                       |                                                                         |
| 24-5-1939                                                               | Sofia                                                                   | Bulgaria                                                                | 3 – 0                                                                   | Lettonia                                                                | Amichevole                                                              | -                                                                       |                                                                         |
| 22-10-1939                                                              | Sofia                                                                   | Bulgaria                                                                | 1 – 2                                                                   | Germania                                                                | Amichevole                                                              | -                                                                       |                                                                         |
| 6-6-1940                                                                | Sofia                                                                   | Bulgaria                                                                | 1 – 4                                                                   | Slovacchia                                                              | Amichevole                                                              | -                                                                       |                                                                         |
| 20-10-1940                                                              | Monaco di Baviera                                                       | Germania                                                                | 7 – 3                                                                   | Bulgaria                                                                | Amichevole                                                              | -                                                                       |                                                                         |
| 11-4-1942                                                               | Zagabria                                                                | Croazia                                                                 | 6 – 0                                                                   | Bulgaria                                                                | Amichevole                                                              | -                                                                       |                                                                         |
| 19-7-1942                                                               | Sofia                                                                   | Bulgaria                                                                | 0 – 3                                                                   | Germania                                                                | Amichevole                                                              | -                                                                       |                                                                         |
| 6-6-1943                                                                | Sofia                                                                   | Bulgaria                                                                | 2 – 4                                                                   | Ungheria                                                                | Amichevole                                                              | -                                                                       |                                                                         |
| Totale                                                                  |                                                                         | Presenze                                                                | 68                                                                      |                                                                         | Reti                                                                    |                                                                         |                                                                         |

## Partite dal 1946 al 1967
| Cronologia completa delle presenze e delle reti in nazionale ― Bulgaria | Cronologia completa delle presenze e delle reti in nazionale ― Bulgaria | Cronologia completa delle presenze e delle reti in nazionale ― Bulgaria | Cronologia completa delle presenze e delle reti in nazionale ― Bulgaria | Cronologia completa delle presenze e delle reti in nazionale ― Bulgaria | Cronologia completa delle presenze e delle reti in nazionale ― Bulgaria | Cronologia completa delle presenze e delle reti in nazionale ― Bulgaria | Cronologia completa delle presenze e delle reti in nazionale ― Bulgaria |
| Data                                                                    | Città                                                                   | In casa                                                                 | Risultato                                                               | Ospiti                                                                  | Competizione                                                            | Reti                                                                    | Note                                                                    |
| ----------------------------------------------------------------------- | ----------------------------------------------------------------------- | ----------------------------------------------------------------------- | ----------------------------------------------------------------------- | ----------------------------------------------------------------------- | ----------------------------------------------------------------------- | ----------------------------------------------------------------------- | ----------------------------------------------------------------------- |
| 8-10-1946                                                               | Tirana                                                                  | Bulgaria                                                                | 2 – 2                                                                   | Romania                                                                 | Coppa dei Balcani                                                       | -                                                                       |                                                                         |
| 9-10-1946                                                               | Tirana                                                                  | Albania                                                                 | 3 – 1                                                                   | Bulgaria                                                                | Coppa dei Balcani                                                       | -                                                                       |                                                                         |
| 13-10-1946                                                              | Tirana                                                                  | Bulgaria                                                                | 1 – 2                                                                   | Jugoslavia                                                              | Coppa dei Balcani                                                       | -                                                                       |                                                                         |
| 15-6-1947                                                               | Sofia                                                                   | Bulgaria                                                                | 2 – 0                                                                   | Albania                                                                 | Coppa dei Balcani                                                       | -                                                                       |                                                                         |
| 6-7-1947                                                                | Sofia                                                                   | Bulgaria                                                                | 2 – 3                                                                   | Romania                                                                 | Coppa dei Balcani                                                       | -                                                                       |                                                                         |
| 17-8-1947                                                               | Budapest                                                                | Ungheria                                                                | 9 – 0                                                                   | Bulgaria                                                                | Coppa dei Balcani                                                       | -                                                                       |                                                                         |
| 12-10-1947                                                              | Zagabria                                                                | Jugoslavia                                                              | 2 – 1                                                                   | Bulgaria                                                                | Coppa dei Balcani                                                       | -                                                                       |                                                                         |
| 4-4-1948                                                                | Sofia                                                                   | Bulgaria                                                                | 1 – 1                                                                   | Polonia                                                                 | Coppa dei Balcani                                                       | -                                                                       |                                                                         |
| 20-6-1948                                                               | Bucarest                                                                | Romania                                                                 | 3 – 2                                                                   | Bulgaria                                                                | Coppa dei Balcani                                                       | -                                                                       |                                                                         |
| 4-7-1948                                                                | Sofia                                                                   | Bulgaria                                                                | 1 – 3                                                                   | Jugoslavia                                                              | Coppa dei Balcani                                                       | -                                                                       |                                                                         |
| 29-8-1948                                                               | Sofia                                                                   | Bulgaria                                                                | 1 – 0                                                                   | Cecoslovacchia                                                          | Coppa dei Balcani                                                       | -                                                                       |                                                                         |
| 7-11-1948                                                               | Sofia                                                                   | Bulgaria                                                                | 1 – 0                                                                   | Ungheria                                                                | Coppa dei Balcani                                                       | -                                                                       |                                                                         |
| 4-9-1949                                                                | Praga                                                                   | Cecoslovacchia                                                          | 1 – 3                                                                   | Bulgaria                                                                | Amichevole                                                              | -                                                                       |                                                                         |
| 2-10-1949                                                               | Varsavia                                                                | Polonia                                                                 | 3 – 2                                                                   | Bulgaria                                                                | Amichevole                                                              | -                                                                       |                                                                         |
| 30-10-1949                                                              | Újpest                                                                  | Ungheria                                                                | 5 – 0                                                                   | Bulgaria                                                                | Amichevole                                                              | -                                                                       |                                                                         |
| 17-11-1949                                                              | Sofia                                                                   | Bulgaria                                                                | 0 – 0                                                                   | Albania                                                                 | Amichevole                                                              | -                                                                       |                                                                         |
| 4-6-1950                                                                | Tirana                                                                  | Albania                                                                 | 2 – 1                                                                   | Bulgaria                                                                | Amichevole                                                              | -                                                                       |                                                                         |
| 27-8-1950                                                               | Sofia                                                                   | Bulgaria                                                                | 1 – 2                                                                   | Cecoslovacchia                                                          | Amichevole                                                              | -                                                                       |                                                                         |
| 30-10-1950                                                              | Sofia                                                                   | Bulgaria                                                                | 0 – 1                                                                   | Polonia                                                                 | Amichevole                                                              | -                                                                       |                                                                         |
| 12-11-1950                                                              | Sofia                                                                   | Bulgaria                                                                | 1 – 1                                                                   | Ungheria                                                                | Amichevole                                                              | -                                                                       |                                                                         |
| 18-5-1952                                                               | Varsavia                                                                | Polonia                                                                 | 0 – 1                                                                   | Bulgaria                                                                | Amichevole                                                              | -                                                                       |                                                                         |
| 25-5-1952                                                               | Budapest                                                                | Ungheria                                                                | 1 – 1                                                                   | Bulgaria                                                                | Amichevole                                                              | -                                                                       |                                                                         |
| 15-7-1952                                                               | Kotka                                                                   | Bulgaria                                                                | 1 – 2                                                                   | Unione Sovietica                                                        | Olimpiadi 1952                                                          | -                                                                       |                                                                         |
| 14-6-1953                                                               | Dresda                                                                  | Germania Est                                                            | 0 – 0                                                                   | Bulgaria                                                                | Amichevole                                                              | -                                                                       |                                                                         |
| 28-6-1953                                                               | Bucarest                                                                | Romania                                                                 | 3 – 1                                                                   | Bulgaria                                                                | Qual. Mondiali 1954                                                     | -                                                                       |                                                                         |
| 6-9-1953                                                                | Sofia                                                                   | Bulgaria                                                                | 1 – 2                                                                   | Cecoslovacchia                                                          | Qual. Mondiali 1954                                                     | -                                                                       |                                                                         |
| 13-9-1953                                                               | Sofia                                                                   | Bulgaria                                                                | 2 – 2                                                                   | Polonia                                                                 | Amichevole                                                              | -                                                                       |                                                                         |
| 4-10-1953                                                               | Sofia                                                                   | Bulgaria                                                                | 1 – 1                                                                   | Ungheria                                                                | Amichevole                                                              | -                                                                       |                                                                         |
| 11-10-1953                                                              | Sofia                                                                   | Bulgaria                                                                | 1 – 2                                                                   | Romania                                                                 | Qual. Mondiali 1954                                                     | -                                                                       |                                                                         |
| 8-11-1953                                                               | Bratislava                                                              | Cecoslovacchia                                                          | 0 – 0                                                                   | Bulgaria                                                                | Qual. Mondiali 1954                                                     | -                                                                       |                                                                         |
| 8-8-1954                                                                | Varsavia                                                                | Polonia                                                                 | 2 – 2                                                                   | Bulgaria                                                                | Amichevole                                                              | -                                                                       |                                                                         |
| 24-10-1954                                                              | Sofia                                                                   | Bulgaria                                                                | 3 – 1                                                                   | Germania Est                                                            | Amichevole                                                              | -                                                                       |                                                                         |
| 7-1-1955                                                                | Il Cairo                                                                | Egitto                                                                  | 1 – 0                                                                   | Bulgaria                                                                | Amichevole                                                              | -                                                                       |                                                                         |
| 23-1-1955                                                               | Beirut                                                                  | Libano                                                                  | 2 – 3                                                                   | Bulgaria                                                                | Amichevole                                                              | -                                                                       |                                                                         |
| 22-5-1955                                                               | Sofia                                                                   | Bulgaria                                                                | 2 – 1                                                                   | Egitto                                                                  | Amichevole                                                              | -                                                                       |                                                                         |
| 26-6-1955                                                               | Sofia                                                                   | Bulgaria                                                                | 1 – 1                                                                   | Polonia                                                                 | Amichevole                                                              | -                                                                       |                                                                         |
| 9-10-1955                                                               | Bucarest                                                                | Romania                                                                 | 1 – 1                                                                   | Bulgaria                                                                | Amichevole                                                              | -                                                                       |                                                                         |
| 23-10-1955                                                              | Sofia                                                                   | Bulgaria                                                                | 2 – 0                                                                   | Regno Unito                                                             | Qual. Olimpiadi 1956                                                    | -                                                                       |                                                                         |
| 13-11-1955                                                              | Sofia                                                                   | Bulgaria                                                                | 3 – 0                                                                   | Cecoslovacchia                                                          | Amichevole                                                              | -                                                                       |                                                                         |
| 20-11-1955                                                              | Berlino                                                                 | Germania Est                                                            | 1 – 0                                                                   | Bulgaria                                                                | Amichevole                                                              | -                                                                       |                                                                         |
| 12-5-1956                                                               | Wembley                                                                 | Regno Unito                                                             | 3 – 3                                                                   | Bulgaria                                                                | Qual. Olimpiadi 1956                                                    | -                                                                       |                                                                         |
| 26-8-1956                                                               | Breslavia                                                               | Polonia                                                                 | 1 – 2                                                                   | Bulgaria                                                                | Amichevole                                                              | -                                                                       |                                                                         |
| 10-9-1956                                                               | Sofia                                                                   | Bulgaria                                                                | 2 – 0                                                                   | Romania                                                                 | Amichevole                                                              | -                                                                       |                                                                         |
| 14-10-1956                                                              | Sofia                                                                   | Bulgaria                                                                | 3 – 1                                                                   | Germania Est                                                            | Amichevole                                                              | -                                                                       |                                                                         |
| 30-11-1956                                                              | Melbourne                                                               | Bulgaria                                                                | 6 – 1                                                                   | Regno Unito                                                             | Olimpiadi 1956                                                          | -                                                                       |                                                                         |
| 5-12-1956                                                               | Melbourne                                                               | Bulgaria                                                                | 1 – 2                                                                   | Unione Sovietica                                                        | Olimpiadi 1956                                                          | -                                                                       |                                                                         |
| 7-12-1956                                                               | Melbourne                                                               | Bulgaria                                                                | 3 – 0                                                                   | India                                                                   | Olimpiadi 1956                                                          | -                                                                       |                                                                         |
| 22-5-1957                                                               | Oslo                                                                    | Norvegia                                                                | 1 – 2                                                                   | Bulgaria                                                                | Qual. Mondiali 1958                                                     | -                                                                       |                                                                         |
| 26-5-1957                                                               | Copenaghen                                                              | Danimarca                                                               | 1 – 1                                                                   | Bulgaria                                                                | Amichevole                                                              | -                                                                       |                                                                         |
| 23-6-1957                                                               | Budapest                                                                | Ungheria                                                                | 4 – 1                                                                   | Bulgaria                                                                | Qual. Mondiali 1958                                                     | -                                                                       |                                                                         |
| 21-7-1957                                                               | Sofia                                                                   | Bulgaria                                                                | 0 – 4                                                                   | Unione Sovietica                                                        | Amichevole                                                              | -                                                                       |                                                                         |
| 15-9-1957                                                               | Sofia                                                                   | Bulgaria                                                                | 1 – 2                                                                   | Ungheria                                                                | Qual. Mondiali 1958                                                     | -                                                                       |                                                                         |
| 29-9-1957                                                               | Sofia                                                                   | Bulgaria                                                                | 1 – 1                                                                   | Polonia                                                                 | Amichevole                                                              | -                                                                       |                                                                         |
| 3-11-1957                                                               | Sofia                                                                   | Bulgaria                                                                | 7 – 0                                                                   | Norvegia                                                                | Qual. Mondiali 1958                                                     | -                                                                       |                                                                         |
| 25-12-1957                                                              | Colombes                                                                | Francia                                                                 | 2 – 2                                                                   | Bulgaria                                                                | Amichevole                                                              | -                                                                       |                                                                         |
| 14-5-1958                                                               | Rio de Janeiro                                                          | Brasile                                                                 | 4 – 0                                                                   | Bulgaria                                                                | Amichevole                                                              | -                                                                       |                                                                         |
| 18-5-1958                                                               | San Paolo                                                               | Brasile                                                                 | 3 – 1                                                                   | Bulgaria                                                                | Amichevole                                                              | -                                                                       |                                                                         |
| 5-10-1958                                                               | Berlino                                                                 | Germania Est                                                            | 1 – 1                                                                   | Bulgaria                                                                | Amichevole                                                              | -                                                                       |                                                                         |
| 12-10-1958                                                              | Ostrava                                                                 | Cecoslovacchia                                                          | 0 – 1                                                                   | Bulgaria                                                                | Amichevole                                                              | -                                                                       |                                                                         |
| 7-12-1958                                                               | Ankara                                                                  | Turchia                                                                 | 0 – 0                                                                   | Bulgaria                                                                | Amichevole                                                              | -                                                                       |                                                                         |
| 21-12-1958                                                              | Augusta                                                                 | Germania Ovest                                                          | 3 – 0                                                                   | Bulgaria                                                                | Amichevole                                                              | -                                                                       |                                                                         |
| 13-5-1959                                                               | Sofia                                                                   | Bulgaria                                                                | 3 – 2                                                                   | Paesi Bassi                                                             | Amichevole                                                              | -                                                                       |                                                                         |
| 31-5-1959                                                               | Belgrado                                                                | Jugoslavia                                                              | 2 – 0                                                                   | Bulgaria                                                                | Qual. Euro 1960                                                         | -                                                                       |                                                                         |
| 27-6-1959                                                               | Mosca                                                                   | Unione Sovietica                                                        | 1 – 1                                                                   | Bulgaria                                                                | Qual. Olimpiadi 1960                                                    | -                                                                       |                                                                         |
| 13-9-1959                                                               | Sofia                                                                   | Bulgaria                                                                | 1 – 0                                                                   | Unione Sovietica                                                        | Qual. Olimpiadi 1960                                                    | -                                                                       |                                                                         |
| 11-10-1959                                                              | Sofia                                                                   | Bulgaria                                                                | 1 – 0                                                                   | Francia                                                                 | Amichevole                                                              | -                                                                       |                                                                         |
| 25-10-1959                                                              | Sofia                                                                   | Bulgaria                                                                | 1 – 1                                                                   | Jugoslavia                                                              | Qual. Euro 1960                                                         | -                                                                       |                                                                         |
| 8-11-1959                                                               | Bucarest                                                                | Romania                                                                 | 1 – 0                                                                   | Bulgaria                                                                | Qual. Olimpiadi 1960                                                    | -                                                                       |                                                                         |
| 6-12-1959                                                               | Sofia                                                                   | Bulgaria                                                                | 2 – 1                                                                   | Danimarca                                                               | Amichevole                                                              | -                                                                       |                                                                         |
| 3-4-1960                                                                | Amsterdam                                                               | Paesi Bassi                                                             | 4 – 2                                                                   | Bulgaria                                                                | Amichevole                                                              | -                                                                       |                                                                         |
| 1-5-1960                                                                | Sofia                                                                   | Bulgaria                                                                | 2 – 1                                                                   | Romania                                                                 | Qual. Olimpiadi 1960                                                    | -                                                                       |                                                                         |
| 22-5-1960                                                               | Sofia                                                                   | Bulgaria                                                                | 4 – 1                                                                   | Belgio                                                                  | Amichevole                                                              | -                                                                       |                                                                         |
| 26-6-1960                                                               | Chorzów                                                                 | Polonia                                                                 | 4 – 0                                                                   | Bulgaria                                                                | Amichevole                                                              | -                                                                       |                                                                         |
| 10-7-1960                                                               | Sofia                                                                   | Bulgaria                                                                | 2 – 0                                                                   | Germania Est                                                            | Amichevole                                                              | -                                                                       |                                                                         |
| 26-8-1960                                                               | Grosseto                                                                | Bulgaria                                                                | 3 – 0                                                                   | Turchia                                                                 | Olimpiadi 1960                                                          | -                                                                       |                                                                         |
| 29-8-1960                                                               | L'Aquila                                                                | Bulgaria                                                                | 2 – 0                                                                   | Egitto                                                                  | Olimpiadi 1960                                                          | -                                                                       |                                                                         |
| 1-9-1960                                                                | Roma                                                                    | Bulgaria                                                                | 3 – 3                                                                   | Jugoslavia                                                              | Olimpiadi 1960                                                          | -                                                                       |                                                                         |
| 23-11-1960                                                              | Sofia                                                                   | Bulgaria                                                                | 2 – 1                                                                   | Germania Ovest                                                          | Amichevole                                                              | -                                                                       |                                                                         |
| 27-11-1960                                                              | Sofia                                                                   | Bulgaria                                                                | 2 – 1                                                                   | Turchia                                                                 | Amichevole                                                              | -                                                                       |                                                                         |
| 11-12-1960                                                              | Colombes                                                                | Francia                                                                 | 3 – 0                                                                   | Bulgaria                                                                | Qual. Mondiali 1962                                                     | -                                                                       |                                                                         |
| 16-6-1961                                                               | Helsinki                                                                | Finlandia                                                               | 0 – 2                                                                   | Bulgaria                                                                | Qual. Mondiali 1962                                                     | -                                                                       |                                                                         |
| 29-10-1961                                                              | Sofia                                                                   | Bulgaria                                                                | 3 – 1                                                                   | Finlandia                                                               | Qual. Mondiali 1962                                                     | -                                                                       |                                                                         |
| 12-11-1961                                                              | Sofia                                                                   | Bulgaria                                                                | 1 – 0                                                                   | Francia                                                                 | Qual. Mondiali 1962                                                     | -                                                                       |                                                                         |
| 16-12-1961                                                              | Milano                                                                  | Bulgaria                                                                | 1 – 0                                                                   | Francia                                                                 | Qual. Mondiali 1962                                                     | -                                                                       |                                                                         |
| 24-12-1961                                                              | Bruxelles                                                               | Belgio                                                                  | 4 – 0                                                                   | Bulgaria                                                                | Amichevole                                                              | -                                                                       |                                                                         |
| 6-5-1962                                                                | Vienna                                                                  | Austria                                                                 | 2 – 0                                                                   | Bulgaria                                                                | Amichevole                                                              | -                                                                       |                                                                         |
| 30-5-1962                                                               | Rancagua                                                                | Argentina                                                               | 1 – 0                                                                   | Bulgaria                                                                | Mondiali 1962                                                           | -                                                                       |                                                                         |
| 3-6-1962                                                                | Rancagua                                                                | Bulgaria                                                                | 1 – 6                                                                   | Ungheria                                                                | Mondiali 1962                                                           | -                                                                       |                                                                         |
| 7-6-1962                                                                | Rancagua                                                                | Bulgaria                                                                | 0 – 0                                                                   | Inghilterra                                                             | Mondiali 1962                                                           | -                                                                       |                                                                         |
| 30-9-1962                                                               | Sofia                                                                   | Bulgaria                                                                | 2 – 1                                                                   | Polonia                                                                 | Amichevole                                                              | -                                                                       |                                                                         |
| 30-9-1962                                                               | Kielce                                                                  | Polonia                                                                 | 2 – 1                                                                   | Bulgaria                                                                | Amichevole                                                              | -                                                                       |                                                                         |
| 7-11-1962                                                               | Sofia                                                                   | Bulgaria                                                                | 3 – 1                                                                   | Portogallo                                                              | Qual. Euro 1964                                                         | -                                                                       |                                                                         |
| 25-11-1962                                                              | Sofia                                                                   | Bulgaria                                                                | 1 – 1                                                                   | Austria                                                                 | Amichevole                                                              | -                                                                       |                                                                         |
| 16-12-1962                                                              | Lisbona                                                                 | Portogallo                                                              | 3 – 1                                                                   | Bulgaria                                                                | Qual. Euro 1964                                                         | -                                                                       |                                                                         |
| 6-1-1963                                                                | Algeri                                                                  | Algeria                                                                 | 2 – 1                                                                   | Bulgaria                                                                | Amichevole                                                              | -                                                                       |                                                                         |
| 23-1-1963                                                               | Roma                                                                    | Bulgaria                                                                | 1 – 0                                                                   | Portogallo                                                              | Qual. Euro 1964                                                         | -                                                                       |                                                                         |
| 28-4-1963                                                               | Sofia                                                                   | Bulgaria                                                                | 1 – 0                                                                   | Cecoslovacchia                                                          | Amichevole                                                              | -                                                                       |                                                                         |
| 30-4-1963                                                               | Košice                                                                  | Cecoslovacchia                                                          | 1 – 2                                                                   | Bulgaria                                                                | Amichevole                                                              | -                                                                       |                                                                         |
| 2-6-1963                                                                | Tirana                                                                  | Albania                                                                 | 0 – 1                                                                   | Bulgaria                                                                | Qual. Olimpiadi 1964                                                    | -                                                                       |                                                                         |
| 16-6-1963                                                               | Sofia                                                                   | Bulgaria                                                                | 1 – 0                                                                   | Albania                                                                 | Qual. Olimpiadi 1964                                                    | -                                                                       |                                                                         |
| 4-9-1963                                                                | Magdeburgo                                                              | Germania Est                                                            | 1 – 1                                                                   | Bulgaria                                                                | Amichevole                                                              | -                                                                       |                                                                         |
| 18-9-1963                                                               | Sofia                                                                   | Bulgaria                                                                | 1 – 1                                                                   | Sudan                                                                   | Amichevole                                                              | -                                                                       |                                                                         |
| 29-9-1963                                                               | Sofia                                                                   | Bulgaria                                                                | 1 – 0                                                                   | Francia                                                                 | Qual. Euro 1964                                                         | -                                                                       |                                                                         |
| 13-10-1963                                                              | Sofia                                                                   | Bulgaria                                                                | 0 – 1                                                                   | Unione Sovietica                                                        | Amichevole                                                              | -                                                                       |                                                                         |
| 26-10-1963                                                              | Parigi                                                                  | Francia                                                                 | 3 – 1                                                                   | Bulgaria                                                                | Qual. Euro 1964                                                         | -                                                                       |                                                                         |
| 18-3-1964                                                               | Sofia                                                                   | Bulgaria                                                                | 0 – 1                                                                   | Jugoslavia                                                              | Amichevole                                                              | -                                                                       |                                                                         |
| 1-4-1964                                                                | Niš                                                                     | Jugoslavia                                                              | 1 – 0                                                                   | Bulgaria                                                                | Amichevole                                                              | -                                                                       |                                                                         |
| 23-4-1964                                                               | Kiev                                                                    | Unione Sovietica                                                        | 1 – 0                                                                   | Bulgaria                                                                | Amichevole                                                              | -                                                                       |                                                                         |
| 3-5-1964                                                                | Bucarest                                                                | Romania                                                                 | 2 – 1                                                                   | Bulgaria                                                                | Qual. Olimpiadi 1964                                                    | -                                                                       |                                                                         |
| 31-5-1964                                                               | Sofia                                                                   | Bulgaria                                                                | 0 – 1                                                                   | Romania                                                                 | Qual. Olimpiadi 1964                                                    | -                                                                       |                                                                         |
| 29-11-1964                                                              | Sofia                                                                   | Bulgaria                                                                | 0 – 0                                                                   | Unione Sovietica                                                        | Amichevole                                                              | -                                                                       |                                                                         |
| 20-12-1964                                                              | Istanbul                                                                | Turchia                                                                 | 0 – 0                                                                   | Bulgaria                                                                | Amichevole                                                              | -                                                                       |                                                                         |
| 23-2-1965                                                               | Atene                                                                   | Grecia                                                                  | 1 – 2                                                                   | Bulgaria                                                                | Amichevole                                                              | -                                                                       |                                                                         |
| 9-5-1965                                                                | Sofia                                                                   | Bulgaria                                                                | 4 – 1                                                                   | Turchia                                                                 | Amichevole                                                              | -                                                                       |                                                                         |
| 16-5-1965                                                               | Cracovia                                                                | Polonia                                                                 | 1 – 1                                                                   | Bulgaria                                                                | Amichevole                                                              | -                                                                       |                                                                         |
| 13-6-1965                                                               | Sofia                                                                   | Bulgaria                                                                | 4 – 0                                                                   | Israele                                                                 | Qual. Mondiali 1966                                                     | -                                                                       |                                                                         |
| 4-9-1965                                                                | Varna                                                                   | Bulgaria                                                                | 3 – 2                                                                   | Germania Est                                                            | Amichevole                                                              | -                                                                       |                                                                         |
| 26-9-1965                                                               | Sofia                                                                   | Bulgaria                                                                | 3 – 0                                                                   | Belgio                                                                  | Qual. Mondiali 1966                                                     | -                                                                       |                                                                         |
| 27-10-1965                                                              | Anderlecht                                                              | Belgio                                                                  | 5 – 0                                                                   | Bulgaria                                                                | Qual. Mondiali 1966                                                     | -                                                                       |                                                                         |
| 21-11-1965                                                              | Ramat Gan                                                               | Israele                                                                 | 1 – 2                                                                   | Bulgaria                                                                | Qual. Mondiali 1966                                                     | -                                                                       |                                                                         |
| 29-12-1965                                                              | Firenze                                                                 | Belgio                                                                  | 1 – 2                                                                   | Bulgaria                                                                | Qual. Mondiali 1966                                                     | -                                                                       |                                                                         |
| 25-2-1966                                                               | Il Cairo                                                                | Egitto                                                                  | 2 – 2                                                                   | Bulgaria                                                                | Amichevole                                                              | -                                                                       |                                                                         |
| 1-6-1966                                                                | Belgrado                                                                | Jugoslavia                                                              | 0 – 2                                                                   | Bulgaria                                                                | Amichevole                                                              | -                                                                       |                                                                         |
| 14-6-1966                                                               | Bologna                                                                 | Italia                                                                  | 6 – 1                                                                   | Bulgaria                                                                | Amichevole                                                              | -                                                                       |                                                                         |
| 12-7-1966                                                               | Liverpool                                                               | Brasile                                                                 | 2 – 0                                                                   | Bulgaria                                                                | Mondiali 1966                                                           | -                                                                       |                                                                         |
| 16-7-1966                                                               | Manchester                                                              | Bulgaria                                                                | 0 – 3                                                                   | Portogallo                                                              | Mondiali 1966                                                           | -                                                                       |                                                                         |
| 20-7-1966                                                               | Manchester                                                              | Bulgaria                                                                | 1 – 3                                                                   | Ungheria                                                                | Mondiali 1966                                                           | -                                                                       |                                                                         |
| 6-11-1966                                                               | Sofia                                                                   | Bulgaria                                                                | 6 – 1                                                                   | Jugoslavia                                                              | Amichevole                                                              | -                                                                       |                                                                         |
| 13-11-1966                                                              | Sofia                                                                   | Bulgaria                                                                | 4 – 2                                                                   | Norvegia                                                                | Qual. Euro 1968                                                         | -                                                                       |                                                                         |
| 22-3-1967                                                               | Hannover                                                                | Germania Ovest                                                          | 1 – 0                                                                   | Bulgaria                                                                | Amichevole                                                              | -                                                                       |                                                                         |
| 22-3-1967                                                               | Tirana                                                                  | Albania                                                                 | 2 – 0                                                                   | Bulgaria                                                                | Amichevole                                                              | -                                                                       |                                                                         |
| 11-6-1967                                                               | Solna                                                                   | Svezia                                                                  | 0 – 2                                                                   | Bulgaria                                                                | Qual. Euro 1968                                                         | -                                                                       |                                                                         |
| 24-6-1967                                                               | Sofia                                                                   | Bulgaria                                                                | 3 – 2                                                                   | Polonia                                                                 | Amichevole                                                              | -                                                                       |                                                                         |
| 29-6-1967                                                               | Oslo                                                                    | Norvegia                                                                | 0 – 0                                                                   | Bulgaria                                                                | Qual. Euro 1968                                                         | -                                                                       |                                                                         |
| 8-10-1967                                                               | Sofia                                                                   | Bulgaria                                                                | 1 – 2                                                                   | Unione Sovietica                                                        | Amichevole                                                              | -                                                                       |                                                                         |
| 12-10-1967                                                              | Istanbul                                                                | Turchia                                                                 | 2 – 3                                                                   | Bulgaria                                                                | Qual. Olimpiadi 1968                                                    | -                                                                       |                                                                         |
| 12-11-1967                                                              | Sofia                                                                   | Bulgaria                                                                | 3 – 0                                                                   | Svezia                                                                  | Qual. Euro 1968                                                         | -                                                                       |                                                                         |
| 22-11-1967                                                              | Sofia                                                                   | Bulgaria                                                                | 3 – 0                                                                   | Turchia                                                                 | Qual. Olimpiadi 1968                                                    | -                                                                       |                                                                         |
| 26-11-1967                                                              | Sofia                                                                   | Bulgaria                                                                | 1 – 0                                                                   | Portogallo                                                              | Qual. Euro 1968                                                         | -                                                                       |                                                                         |
| 17-12-1967                                                              | Oeiras                                                                  | Portogallo                                                              | 0 – 0                                                                   | Bulgaria                                                                | Qual. Euro 1968                                                         | -                                                                       |                                                                         |
| Totale                                                                  |                                                                         | Presenze                                                                | 140                                                                     |                                                                         | Reti                                                                    |                                                                         |                                                                         |

## Partite dal 1968 al 1971
| Cronologia completa delle presenze e delle reti in nazionale ― Bulgaria | Cronologia completa delle presenze e delle reti in nazionale ― Bulgaria | Cronologia completa delle presenze e delle reti in nazionale ― Bulgaria | Cronologia completa delle presenze e delle reti in nazionale ― Bulgaria | Cronologia completa delle presenze e delle reti in nazionale ― Bulgaria | Cronologia completa delle presenze e delle reti in nazionale ― Bulgaria | Cronologia completa delle presenze e delle reti in nazionale ― Bulgaria | Cronologia completa delle presenze e delle reti in nazionale ― Bulgaria |
| Data                                                                    | Città                                                                   | In casa                                                                 | Risultato                                                               | Ospiti                                                                  | Competizione                                                            | Reti                                                                    | Note                                                                    |
| ----------------------------------------------------------------------- | ----------------------------------------------------------------------- | ----------------------------------------------------------------------- | ----------------------------------------------------------------------- | ----------------------------------------------------------------------- | ----------------------------------------------------------------------- | ----------------------------------------------------------------------- | ----------------------------------------------------------------------- |
| 6-4-1968                                                                | Sofia                                                                   | Bulgaria                                                                | 3 – 2                                                                   | Italia                                                                  | Qual. Euro 1968                                                         | -                                                                       |                                                                         |
| 10-4-1968                                                               | Stara Zagora                                                            | Bulgaria                                                                | 4 – 1                                                                   | Germania Est                                                            | Qual. Olimpiadi 1968                                                    | -                                                                       |                                                                         |
| 20-4-1968                                                               | Napoli                                                                  | Italia                                                                  | 2 – 0                                                                   | Bulgaria                                                                | Qual. Euro 1968                                                         | -                                                                       |                                                                         |
| 24-4-1968                                                               | Lipsia                                                                  | Germania Est                                                            | 3 – 2                                                                   | Bulgaria                                                                | Qual. Olimpiadi 1968                                                    | -                                                                       |                                                                         |
| 2-10-1968                                                               | León                                                                    | Ghana                                                                   | 0 – 10                                                                  | Bulgaria                                                                | Amichevole                                                              | -                                                                       |                                                                         |
| 9-10-1968                                                               | Istanbul                                                                | Turchia                                                                 | 0 – 2                                                                   | Bulgaria                                                                | Amichevole                                                              | -                                                                       |                                                                         |
| 14-10-1968                                                              | León                                                                    | Bulgaria                                                                | 7 – 0                                                                   | Thailandia                                                              | Olimpiadi 1968                                                          | -                                                                       |                                                                         |
| 16-10-1968                                                              | Guadalajara                                                             | Bulgaria                                                                | 2 – 2                                                                   | Cecoslovacchia                                                          | Olimpiadi 1968                                                          | -                                                                       |                                                                         |
| 18-10-1968                                                              | León                                                                    | Guatemala                                                               | 1 – 2                                                                   | Bulgaria                                                                | Olimpiadi 1968                                                          | -                                                                       |                                                                         |
| 20-10-1968                                                              | León                                                                    | Bulgaria                                                                | 1 – 1                                                                   | Israele                                                                 | Olimpiadi 1968                                                          | -                                                                       |                                                                         |
| 23-10-1968                                                              | Guadalajara                                                             | Messico                                                                 | 2 – 3                                                                   | Bulgaria                                                                | Olimpiadi 1968                                                          | -                                                                       |                                                                         |
| 26-10-1968                                                              | Città del Messico                                                       | Ungheria                                                                | 4 – 1                                                                   | Bulgaria                                                                | Olimpiadi 1968                                                          | -                                                                       |                                                                         |
| 27-10-1968                                                              | Sofia                                                                   | Bulgaria                                                                | 2 – 0                                                                   | Paesi Bassi                                                             | Qual. Mondiali 1970                                                     | -                                                                       |                                                                         |
| 11-12-1968                                                              | Londra                                                                  | Inghilterra                                                             | 1 – 1                                                                   | Bulgaria                                                                | Amichevole                                                              | -                                                                       |                                                                         |
| 23-4-1969                                                               | Sofia                                                                   | Bulgaria                                                                | 2 – 1                                                                   | Lussemburgo                                                             | Qual. Mondiali 1970                                                     | -                                                                       |                                                                         |
| 24-5-1969                                                               | Torino                                                                  | Italia                                                                  | 0 – 0                                                                   | Bulgaria                                                                | Amichevole                                                              | -                                                                       |                                                                         |
| 15-6-1969                                                               | Sofia                                                                   | Bulgaria                                                                | 4 – 1                                                                   | Polonia                                                                 | Qual. Mondiali 1970                                                     | -                                                                       |                                                                         |
| 24-9-1969                                                               | Sofia                                                                   | Bulgaria                                                                | 0 – 1                                                                   | Germania Ovest                                                          | Amichevole                                                              | -                                                                       |                                                                         |
| 22-10-1969                                                              | Rotterdam                                                               | Paesi Bassi                                                             | 1 – 1                                                                   | Bulgaria                                                                | Qual. Mondiali 1970                                                     | -                                                                       |                                                                         |
| 9-11-1969                                                               | Varsavia                                                                | Polonia                                                                 | 3 – 0                                                                   | Bulgaria                                                                | Qual. Mondiali 1970                                                     | -                                                                       |                                                                         |
| 7-12-1969                                                               | Lussemburgo                                                             | Lussemburgo                                                             | 1 – 3                                                                   | Bulgaria                                                                | Qual. Mondiali 1970                                                     | -                                                                       |                                                                         |
| 28-12-1969                                                              | Casablanca                                                              | Marocco                                                                 | 3 – 0                                                                   | Bulgaria                                                                | Amichevole                                                              | -                                                                       |                                                                         |
| 15-2-1970                                                               | Città del Messico                                                       | Messico                                                                 | 1 – 1                                                                   | Bulgaria                                                                | Amichevole                                                              | -                                                                       |                                                                         |
| 18-2-1970                                                               | León                                                                    | Messico                                                                 | 2 – 0                                                                   | Bulgaria                                                                | Amichevole                                                              | -                                                                       |                                                                         |
| 21-2-1970                                                               | Lima                                                                    | Perù                                                                    | 1 – 3                                                                   | Bulgaria                                                                | Amichevole                                                              | -                                                                       |                                                                         |
| 24-2-1970                                                               | Lima                                                                    | Perù                                                                    | 5 – 3                                                                   | Bulgaria                                                                | Amichevole                                                              | -                                                                       |                                                                         |
| 8-4-1970                                                                | Rouen                                                                   | Francia                                                                 | 1 – 1                                                                   | Bulgaria                                                                | Amichevole                                                              | -                                                                       |                                                                         |
| 5-5-1970                                                                | Sofia                                                                   | Bulgaria                                                                | 3 – 3                                                                   | Unione Sovietica                                                        | Amichevole                                                              | -                                                                       |                                                                         |
| 6-5-1970                                                                | Sofia                                                                   | Bulgaria                                                                | 0 – 0                                                                   | Unione Sovietica                                                        | Amichevole                                                              | -                                                                       |                                                                         |
| 2-6-1970                                                                | León                                                                    | Perù                                                                    | 3 – 2                                                                   | Bulgaria                                                                | Mondiali 1970                                                           | -                                                                       |                                                                         |
| 7-6-1970                                                                | León                                                                    | Bulgaria                                                                | 2 – 5                                                                   | Germania Ovest                                                          | Mondiali 1970                                                           | -                                                                       |                                                                         |
| 11-6-1970                                                               | León                                                                    | Bulgaria                                                                | 1 – 1                                                                   | Marocco                                                                 | Mondiali 1970                                                           | -                                                                       |                                                                         |
| 15-11-1970                                                              | Sofia                                                                   | Bulgaria                                                                | 1 – 1                                                                   | Norvegia                                                                | Qual. Euro 1972                                                         | -                                                                       |                                                                         |
| 24-3-1971                                                               | Londra                                                                  | Regno Unito                                                             | 1 – 0                                                                   | Bulgaria                                                                | Qual. Olimpiadi 1972                                                    | -                                                                       |                                                                         |
| 7-4-1971                                                                | il Pireo                                                                | Grecia                                                                  | 0 – 1                                                                   | Bulgaria                                                                | Amichevole                                                              | -                                                                       |                                                                         |
| 28-4-1971                                                               | Sofia                                                                   | Bulgaria                                                                | 1 – 1                                                                   | Unione Sovietica                                                        | Amichevole                                                              | -                                                                       |                                                                         |
| 5-5-1971                                                                | Sofia                                                                   | Bulgaria                                                                | 5 – 0                                                                   | Regno Unito                                                             | Qual. Olimpiadi 1972                                                    | -                                                                       |                                                                         |
| 19-5-1971                                                               | Sofia                                                                   | Bulgaria                                                                | 3 – 0                                                                   | Ungheria                                                                | Qual. Euro 1972                                                         | -                                                                       |                                                                         |
| 9-6-1971                                                                | Oslo                                                                    | Norvegia                                                                | 1 – 4                                                                   | Bulgaria                                                                | Qual. Euro 1972                                                         | -                                                                       |                                                                         |
| 7-9-1971                                                                | Monaco di Baviera                                                       | Germania Ovest                                                          | 3 – 1                                                                   | Bulgaria                                                                | Amichevole                                                              | -                                                                       |                                                                         |
| 25-9-1971                                                               | Budapest                                                                | Ungheria                                                                | 2 – 0                                                                   | Bulgaria                                                                | Qual. Euro 1972                                                         | -                                                                       |                                                                         |
| 27-10-1971                                                              | Bucarest                                                                | Romania                                                                 | 1 – 1                                                                   | Bulgaria                                                                | Amichevole                                                              | -                                                                       |                                                                         |
| 10-11-1971                                                              | Nantes                                                                  | Francia                                                                 | 2 – 1                                                                   | Bulgaria                                                                | Qual. Euro 1972                                                         | -                                                                       |                                                                         |
| 17-11-1971                                                              | Sofia                                                                   | Bulgaria                                                                | 2 – 2                                                                   | Grecia                                                                  | Amichevole                                                              | -                                                                       |                                                                         |
| 24-11-1971                                                              | Sofia                                                                   | Bulgaria                                                                | 8 – 3                                                                   | Spagna                                                                  | Qual. Olimpiadi 1972                                                    | -                                                                       |                                                                         |
| 4-12-1971                                                               | Sofia                                                                   | Bulgaria                                                                | 2 – 1                                                                   | Francia                                                                 | Qual. Euro 1972                                                         | -                                                                       |                                                                         |
| Totale                                                                  |                                                                         | Presenze                                                                | 47                                                                      |                                                                         | Reti                                                                    |                                                                         |                                                                         |

## Partite dal 1972 al 1990
| Cronologia completa delle presenze e delle reti in nazionale ― Bulgaria | Cronologia completa delle presenze e delle reti in nazionale ― Bulgaria | Cronologia completa delle presenze e delle reti in nazionale ― Bulgaria | Cronologia completa delle presenze e delle reti in nazionale ― Bulgaria | Cronologia completa delle presenze e delle reti in nazionale ― Bulgaria | Cronologia completa delle presenze e delle reti in nazionale ― Bulgaria | Cronologia completa delle presenze e delle reti in nazionale ― Bulgaria | Cronologia completa delle presenze e delle reti in nazionale ― Bulgaria |
| Data                                                                    | Città                                                                   | In casa                                                                 | Risultato                                                               | Ospiti                                                                  | Competizione                                                            | Reti                                                                    | Note                                                                    |
| ----------------------------------------------------------------------- | ----------------------------------------------------------------------- | ----------------------------------------------------------------------- | ----------------------------------------------------------------------- | ----------------------------------------------------------------------- | ----------------------------------------------------------------------- | ----------------------------------------------------------------------- | ----------------------------------------------------------------------- |
| 29-3-1972                                                               | Sofia                                                                   | Bulgaria                                                                | 1 – 1                                                                   | Unione Sovietica                                                        | Amichevole                                                              | -                                                                       |                                                                         |
| 16-4-1972                                                               | Stara Zagora                                                            | Bulgaria                                                                | 3 – 1                                                                   | Polonia                                                                 | Qual. Olimpiadi 1972                                                    | -                                                                       |                                                                         |
| 7-5-1972                                                                | Varsavia                                                                | Polonia                                                                 | 3 – 0                                                                   | Bulgaria                                                                | Qual. Olimpiadi 1972                                                    | -                                                                       |                                                                         |
| 31-5-1972                                                               | Burgos                                                                  | Spagna                                                                  | 3 – 3                                                                   | Bulgaria                                                                | Qual. Olimpiadi 1972                                                    | -                                                                       |                                                                         |
| 7-6-1972                                                                | Mosca                                                                   | Unione Sovietica                                                        | 1 – 0                                                                   | Bulgaria                                                                | Amichevole                                                              | -                                                                       |                                                                         |
| 21-6-1972                                                               | Sofia                                                                   | Bulgaria                                                                | 1 – 1                                                                   | Italia                                                                  | Amichevole                                                              | -                                                                       |                                                                         |
| 11-10-1972                                                              | Sofia                                                                   | Bulgaria                                                                | 2 – 1                                                                   | Jugoslavia                                                              | Amichevole                                                              | -                                                                       |                                                                         |
| 18-10-1972                                                              | Sofia                                                                   | Bulgaria                                                                | 3 – 0                                                                   | Irlanda del Nord                                                        | Qual. Mondiali 1974                                                     | -                                                                       |                                                                         |
| 19-11-1972                                                              | Lysi                                                                    | Cipro                                                                   | 0 – 4                                                                   | Bulgaria                                                                | Qual. Mondiali 1974                                                     | -                                                                       |                                                                         |
| 28-1-1973                                                               | Lysi                                                                    | Cipro                                                                   | 0 – 3                                                                   | Bulgaria                                                                | Amichevole                                                              | -                                                                       |                                                                         |
| 31-1-1973                                                               | Nea Filadelfia                                                          | Grecia                                                                  | 2 – 2                                                                   | Bulgaria                                                                | Amichevole                                                              | -                                                                       |                                                                         |
| 4-2-1973                                                                | Giacarta                                                                | Indonesia                                                               | 0 – 4                                                                   | Bulgaria                                                                | Amichevole                                                              | -                                                                       |                                                                         |
| 8-2-1973                                                                | Numea                                                                   | Nuova Caledonia                                                         | 3 – 5                                                                   | Bulgaria                                                                | Amichevole                                                              | -                                                                       |                                                                         |
| 14-2-1973                                                               | Sydney                                                                  | Australia                                                               | 2 – 2                                                                   | Bulgaria                                                                | Amichevole                                                              | -                                                                       |                                                                         |
| 16-2-1973                                                               | Adelaide                                                                | Australia                                                               | 1 – 3                                                                   | Bulgaria                                                                | Amichevole                                                              | -                                                                       |                                                                         |
| 18-2-1973                                                               | Melbourne                                                               | Australia                                                               | 0 – 2                                                                   | Bulgaria                                                                | Amichevole                                                              | -                                                                       |                                                                         |
| 28-3-1973                                                               | Plovdiv                                                                 | Bulgaria                                                                | 1 – 0                                                                   | Unione Sovietica                                                        | Amichevole                                                              | -                                                                       |                                                                         |
| 18-4-1973                                                               | Smirne                                                                  | Turchia                                                                 | 5 – 2                                                                   | Bulgaria                                                                | Coppa dei Balcani                                                       | -                                                                       |                                                                         |
| 2-5-1973                                                                | Sofia                                                                   | Bulgaria                                                                | 2 – 1                                                                   | Portogallo                                                              | Qual. Mondiali 1974                                                     | -                                                                       |                                                                         |
| 12-5-1973                                                               | Amburgo                                                                 | Germania Ovest                                                          | 3 – 0                                                                   | Bulgaria                                                                | Amichevole                                                              | -                                                                       |                                                                         |
| 19-8-1973                                                               | Varna                                                                   | Bulgaria                                                                | 0 – 2                                                                   | Polonia                                                                 | Amichevole                                                              | -                                                                       |                                                                         |
| 26-9-1973                                                               | Sheffield                                                               | Irlanda del Nord                                                        | 0 – 0                                                                   | Bulgaria                                                                | Qual. Mondiali 1974                                                     | -                                                                       |                                                                         |
| 13-10-1973                                                              | Lisbona                                                                 | Portogallo                                                              | 2 – 2                                                                   | Bulgaria                                                                | Qual. Mondiali 1974                                                     | -                                                                       |                                                                         |
| 18-11-1973                                                              | Sofia                                                                   | Bulgaria                                                                | 2 – 0                                                                   | Cipro                                                                   | Qual. Mondiali 1974                                                     | -                                                                       |                                                                         |
| 6-2-1974                                                                | Morfou                                                                  | Cipro                                                                   | 1 – 4                                                                   | Bulgaria                                                                | Amichevole                                                              | -                                                                       |                                                                         |
| 8-2-1974                                                                | Adiliya                                                                 | Kuwait                                                                  | 1 – 3                                                                   | Bulgaria                                                                | Amichevole                                                              | -                                                                       |                                                                         |
| 10-2-1974                                                               | Adiliya                                                                 | Kuwait                                                                  | 1 – 2                                                                   | Bulgaria                                                                | Amichevole                                                              | -                                                                       |                                                                         |
| 31-3-1974                                                               | Zalaegerszeg                                                            | Ungheria                                                                | 3 – 1                                                                   | Bulgaria                                                                | Amichevole                                                              | -                                                                       |                                                                         |
| 13-4-1974                                                               | Plovdiv                                                                 | Bulgaria                                                                | 0 – 1                                                                   | Cecoslovacchia                                                          | Amichevole                                                              | -                                                                       |                                                                         |
| 14-4-1974                                                               | Rio de Janeiro                                                          | Brasile                                                                 | 1 – 0                                                                   | Bulgaria                                                                | Amichevole                                                              | -                                                                       |                                                                         |
| 8-5-1974                                                                | Sofia                                                                   | Bulgaria                                                                | 5 – 1                                                                   | Turchia                                                                 | Coppa dei Balcani                                                       | -                                                                       |                                                                         |
| 25-5-1974                                                               | Sofia                                                                   | Bulgaria                                                                | 6 – 1                                                                   | Corea del Nord                                                          | Amichevole                                                              | -                                                                       |                                                                         |
| 1-6-1974                                                                | Sofia                                                                   | Bulgaria                                                                | 0 – 1                                                                   | Inghilterra                                                             | Amichevole                                                              | -                                                                       |                                                                         |
| 15-6-1974                                                               | Düsseldorf                                                              | Bulgaria                                                                | 0 – 0                                                                   | Svezia                                                                  | Mondiali 1974                                                           | -                                                                       |                                                                         |
| 19-6-1974                                                               | Hannover                                                                | Bulgaria                                                                | 1 – 1                                                                   | Uruguay                                                                 | Mondiali 1974                                                           | -                                                                       |                                                                         |
| 23-6-1974                                                               | Dortmund                                                                | Bulgaria                                                                | 1 – 4                                                                   | Paesi Bassi                                                             | Mondiali 1974                                                           | -                                                                       |                                                                         |
| 25-9-1974                                                               | Sofia                                                                   | Bulgaria                                                                | 0 – 0                                                                   | Romania                                                                 | Amichevole                                                              | -                                                                       |                                                                         |
| 13-10-1974                                                              | Sofia                                                                   | Bulgaria                                                                | 3 – 3                                                                   | Grecia                                                                  | Qual. Euro 1976                                                         | -                                                                       |                                                                         |
| 10-11-1974                                                              | Varna                                                                   | Bulgaria                                                                | 0 – 0                                                                   | Ungheria                                                                | Amichevole                                                              | -                                                                       |                                                                         |
| 18-12-1974                                                              | il Pireo                                                                | Grecia                                                                  | 2 – 1                                                                   | Bulgaria                                                                | Qual. Euro 1976                                                         | -                                                                       |                                                                         |
| 29-12-1974                                                              | Genova                                                                  | Italia                                                                  | 0 – 0                                                                   | Bulgaria                                                                | Amichevole                                                              | -                                                                       |                                                                         |
| 26-3-1975                                                               | Berlino                                                                 | Germania Est                                                            | 0 – 0                                                                   | Bulgaria                                                                | Amichevole                                                              | -                                                                       |                                                                         |
| 27-4-1975                                                               | Sofia                                                                   | Bulgaria                                                                | 1 – 1                                                                   | Germania Ovest                                                          | Qual. Euro 1976                                                         | -                                                                       |                                                                         |
| 7-5-1975                                                                | Budapest                                                                | Ungheria                                                                | 2 – 0                                                                   | Bulgaria                                                                | Qual. Olimpiadi 1976                                                    | -                                                                       |                                                                         |
| 7-6-1975                                                                | Sofia                                                                   | Bulgaria                                                                | 4 – 0                                                                   | Ungheria                                                                | Qual. Olimpiadi 1976                                                    | -                                                                       |                                                                         |
| 11-6-1975                                                               | Sofia                                                                   | Bulgaria                                                                | 5 – 0                                                                   | Malta                                                                   | Qual. Euro 1976                                                         | -                                                                       |                                                                         |
| 24-9-1975                                                               | Istanbul                                                                | Turchia                                                                 | 0 – 2                                                                   | Bulgaria                                                                | Qual. Olimpiadi 1976                                                    | -                                                                       |                                                                         |
| 8-10-1975                                                               | Alicante                                                                | Spagna                                                                  | 2 – 1                                                                   | Bulgaria                                                                | Qual. Olimpiadi 1976                                                    | -                                                                       |                                                                         |
| 12-11-1975                                                              | Sofia                                                                   | Bulgaria                                                                | 1 – 1                                                                   | Spagna                                                                  | Qual. Olimpiadi 1976                                                    | -                                                                       |                                                                         |
| 19-11-1975                                                              | Stoccarda                                                               | Germania Ovest                                                          | 1 – 0                                                                   | Bulgaria                                                                | Qual. Euro 1976                                                         | -                                                                       |                                                                         |
| 21-12-1975                                                              | Gżira                                                                   | Malta                                                                   | 0 – 2                                                                   | Bulgaria                                                                | Qual. Euro 1976                                                         | -                                                                       |                                                                         |
| 25-1-1976                                                               | Tokyo                                                                   | Giappone                                                                | 1 – 3                                                                   | Bulgaria                                                                | Amichevole                                                              | -                                                                       |                                                                         |
| 28-1-1976                                                               | Osaka                                                                   | Giappone                                                                | 1 – 1                                                                   | Bulgaria                                                                | Amichevole                                                              | -                                                                       |                                                                         |
| 1-2-1976                                                                | Tokyo                                                                   | Giappone                                                                | 0 – 3                                                                   | Bulgaria                                                                | Amichevole                                                              | -                                                                       |                                                                         |
| 24-3-1976                                                               | Sofia                                                                   | Bulgaria                                                                | 0 – 3                                                                   | Unione Sovietica                                                        | Amichevole                                                              | -                                                                       |                                                                         |
| 14-4-1976                                                               | Stara Zagora                                                            | Bulgaria                                                                | 3 – 0                                                                   | Turchia                                                                 | Qual. Olimpiadi 1976                                                    | -                                                                       |                                                                         |
| 5-5-1976                                                                | Sofia                                                                   | Bulgaria                                                                | 3 – 0                                                                   | Corea del Nord                                                          | Amichevole                                                              | -                                                                       |                                                                         |
| 12-5-1976                                                               | Veliko Tărnovo                                                          | Bulgaria                                                                | 1 – 0                                                                   | Romania                                                                 | Coppa dei Balcani                                                       | -                                                                       |                                                                         |
| 17-8-1976                                                               | Lucerna                                                                 | Svizzera                                                                | 2 – 2                                                                   | Bulgaria                                                                | Amichevole                                                              | -                                                                       |                                                                         |
| 22-9-1976                                                               | Sofia                                                                   | Bulgaria                                                                | 2 – 2                                                                   | Turchia                                                                 | Amichevole                                                              | -                                                                       |                                                                         |
| 9-10-1976                                                               | Sofia                                                                   | Bulgaria                                                                | 2 – 2                                                                   | Francia                                                                 | Qual. Mondiali 1978                                                     | -                                                                       |                                                                         |
| 27-10-1976                                                              | Sliven                                                                  | Bulgaria                                                                | 0 – 4                                                                   | Germania Est                                                            | Amichevole                                                              | -                                                                       |                                                                         |
| 28-11-1976                                                              | Bucarest                                                                | Romania                                                                 | 3 – 2                                                                   | Bulgaria                                                                | Coppa dei Balcani                                                       | -                                                                       |                                                                         |
| 11-1-1977                                                               | Algeri                                                                  | Algeria                                                                 | 1 – 1                                                                   | Bulgaria                                                                | Amichevole                                                              | -                                                                       |                                                                         |
| 23-1-1977                                                               | San Paolo                                                               | Brasile                                                                 | 1 – 0                                                                   | Bulgaria                                                                | Amichevole                                                              | -                                                                       |                                                                         |
| 30-1-1977                                                               | Nicosia                                                                 | Cipro                                                                   | 1 – 2                                                                   | Bulgaria                                                                | Amichevole                                                              | -                                                                       |                                                                         |
| 16-2-1977                                                               | Istanbul                                                                | Turchia                                                                 | 2 – 0                                                                   | Bulgaria                                                                | Coppa dei Balcani                                                       | -                                                                       |                                                                         |
| 13-4-1977                                                               | Sofia                                                                   | Bulgaria                                                                | 3 – 1                                                                   | Danimarca                                                               | Amichevole                                                              | -                                                                       |                                                                         |
| 1-6-1977                                                                | Sofia                                                                   | Bulgaria                                                                | 2 – 1                                                                   | Irlanda                                                                 | Qual. Mondiali 1978                                                     | -                                                                       |                                                                         |
| 21-9-1977                                                               | Sofia                                                                   | Bulgaria                                                                | 3 – 1                                                                   | Turchia                                                                 | Coppa dei Balcani                                                       | -                                                                       |                                                                         |
| 12-10-1977                                                              | Dublino                                                                 | Irlanda                                                                 | 0 – 0                                                                   | Bulgaria                                                                | Qual. Mondiali 1978                                                     | -                                                                       |                                                                         |
| 26-10-1977                                                              | Sofia                                                                   | Bulgaria                                                                | 0 – 0                                                                   | Grecia                                                                  | Amichevole                                                              | -                                                                       |                                                                         |
| 16-11-1977                                                              | Parigi                                                                  | Francia                                                                 | 3 – 1                                                                   | Bulgaria                                                                | Qual. Mondiali 1978                                                     | -                                                                       |                                                                         |
| 22-2-1978                                                               | Glasgow                                                                 | Scozia                                                                  | 2 – 1                                                                   | Bulgaria                                                                | Amichevole                                                              | -                                                                       |                                                                         |
| 29-3-1978                                                               | Buenos Aires                                                            | Argentina                                                               | 3 – 1                                                                   | Bulgaria                                                                | Amichevole                                                              | -                                                                       |                                                                         |
| 1-4-1978                                                                | Lima                                                                    | Perù                                                                    | 1 – 1                                                                   | Bulgaria                                                                | Amichevole                                                              | -                                                                       |                                                                         |
| 4-4-1978                                                                | Guadalajara                                                             | Messico                                                                 | 3 – 0                                                                   | Bulgaria                                                                | Amichevole                                                              | -                                                                       |                                                                         |
| 23-4-1978                                                               | Brno                                                                    | Cecoslovacchia                                                          | 0 – 0                                                                   | Bulgaria                                                                | Amichevole                                                              | -                                                                       |                                                                         |
| 26-4-1978                                                               | Varsavia                                                                | Polonia                                                                 | 1 – 0                                                                   | Bulgaria                                                                | Amichevole                                                              | -                                                                       |                                                                         |
| 26-4-1978                                                               | Teheran                                                                 | Iran                                                                    | 1 – 1                                                                   | Bulgaria                                                                | Amichevole                                                              | -                                                                       |                                                                         |
| 5-5-1978                                                                | Bucarest                                                                | Romania                                                                 | 2 – 0                                                                   | Bulgaria                                                                | Coppa dei Balcani                                                       | -                                                                       |                                                                         |
| 31-5-1978                                                               | Sofia                                                                   | Bulgaria                                                                | 1 – 1                                                                   | Romania                                                                 | Coppa dei Balcani                                                       | -                                                                       |                                                                         |
| 4-8-1978                                                                | Varna                                                                   | Bulgaria                                                                | 2 – 0                                                                   | Romania                                                                 | Amichevole                                                              | -                                                                       |                                                                         |
| 30-8-1978                                                               | Erfurt                                                                  | Germania Est                                                            | 2 – 2                                                                   | Bulgaria                                                                | Amichevole                                                              | -                                                                       |                                                                         |
| 20-9-1978                                                               | Torino                                                                  | Italia                                                                  | 1 – 0                                                                   | Bulgaria                                                                | Amichevole                                                              | -                                                                       |                                                                         |
| 11-10-1978                                                              | Copenaghen                                                              | Danimarca                                                               | 2 – 2                                                                   | Bulgaria                                                                | Qual. Euro 1980                                                         | -                                                                       |                                                                         |
| 29-11-1978                                                              | Sofia                                                                   | Bulgaria                                                                | 0 – 2                                                                   | Irlanda del Nord                                                        | Qual. Euro 1980                                                         | -                                                                       |                                                                         |
| 16-1-1979                                                               | Larnaca                                                                 | Cipro                                                                   | 0 – 1                                                                   | Bulgaria                                                                | Amichevole                                                              | -                                                                       |                                                                         |
| 7-2-1979                                                                | Stanke Dimitrov                                                         | Bulgaria                                                                | 1 – 1                                                                   | Romania                                                                 | Amichevole                                                              | -                                                                       |                                                                         |
| 14-2-1979                                                               | Blagoevgrad                                                             | Bulgaria                                                                | 2 – 1                                                                   | Romania                                                                 | Amichevole                                                              | -                                                                       |                                                                         |
| 28-2-1979                                                               | Burgas                                                                  | Bulgaria                                                                | 1 – 0                                                                   | Germania Est                                                            | Amichevole                                                              | -                                                                       |                                                                         |
| 28-3-1979                                                               | Sinferopoli                                                             | Unione Sovietica                                                        | 3 – 1                                                                   | Bulgaria                                                                | Amichevole                                                              | -                                                                       |                                                                         |
| 28-3-1979                                                               | Pleven                                                                  | Bulgaria                                                                | 0 – 0                                                                   | Russia                                                                  | Amichevole                                                              | -                                                                       |                                                                         |
| 18-4-1979                                                               | Burgas                                                                  | Bulgaria                                                                | 1 – 0                                                                   | Cecoslovacchia                                                          | Qual. Olimpiadi 1980                                                    | -                                                                       |                                                                         |
| 25-4-1979                                                               | Buenos Aires                                                            | Argentina                                                               | 2 – 1                                                                   | Bulgaria                                                                | Amichevole                                                              | -                                                                       |                                                                         |
| 2-5-1979                                                                | Belfast                                                                 | Irlanda del Nord                                                        | 2 – 0                                                                   | Bulgaria                                                                | Qual. Euro 1980                                                         | -                                                                       |                                                                         |
| 5-5-1979                                                                | Praga                                                                   | Cecoslovacchia                                                          | 4 – 0                                                                   | Bulgaria                                                                | Qual. Olimpiadi 1980                                                    | -                                                                       |                                                                         |
| 19-5-1979                                                               | Sofia                                                                   | Bulgaria                                                                | 1 – 0                                                                   | Irlanda                                                                 | Qual. Euro 1980                                                         | -                                                                       |                                                                         |
| 6-6-1979                                                                | Sofia                                                                   | Bulgaria                                                                | 0 – 3                                                                   | Inghilterra                                                             | Qual. Euro 1980                                                         | -                                                                       |                                                                         |
| 26-9-1979                                                               | Sofia                                                                   | Bulgaria                                                                | 2 – 0                                                                   | Ungheria                                                                | Amichevole                                                              | -                                                                       |                                                                         |
| 17-10-1979                                                              | Dublino                                                                 | Irlanda                                                                 | 3 – 0                                                                   | Bulgaria                                                                | Qual. Euro 1980                                                         | -                                                                       |                                                                         |
| 31-10-1979                                                              | Sofia                                                                   | Bulgaria                                                                | 3 – 0                                                                   | Danimarca                                                               | Qual. Euro 1980                                                         | -                                                                       |                                                                         |
| 22-11-1979                                                              | Londra                                                                  | Inghilterra                                                             | 2 – 0                                                                   | Bulgaria                                                                | Qual. Euro 1980                                                         | -                                                                       |                                                                         |
| 8-3-1980                                                                | Kaifan                                                                  | Kuwait                                                                  | 1 – 1                                                                   | Bulgaria                                                                | Amichevole                                                              | -                                                                       |                                                                         |
| 26-3-1980                                                               | Sofia                                                                   | Bulgaria                                                                | 1 – 3                                                                   | Unione Sovietica                                                        | Amichevole                                                              | -                                                                       |                                                                         |
| 2-4-1980                                                                | Kjustendil                                                              | Bulgaria                                                                | 4 – 3                                                                   | Ungheria                                                                | Amichevole                                                              | -                                                                       |                                                                         |
| 14-5-1980                                                               | Atene                                                                   | Grecia                                                                  | 0 – 0                                                                   | Bulgaria                                                                | Amichevole                                                              | -                                                                       |                                                                         |
| 22-5-1980                                                               | Oslo                                                                    | Norvegia                                                                | 1 – 0                                                                   | Bulgaria                                                                | Amichevole                                                              | -                                                                       |                                                                         |
| 4-6-1980                                                                | Helsinki                                                                | Finlandia                                                               | 0 – 2                                                                   | Bulgaria                                                                | Qual. Mondiali 1982                                                     | -                                                                       |                                                                         |
| 10-9-1980                                                               | Varna                                                                   | Bulgaria                                                                | 1 – 2                                                                   | Romania                                                                 | Amichevole                                                              | -                                                                       |                                                                         |
| 24-9-1980                                                               | Burgas                                                                  | Bulgaria                                                                | 2 – 3                                                                   | Svezia                                                                  | Amichevole                                                              | -                                                                       |                                                                         |
| 9-10-1980                                                               | Buenos Aires                                                            | Argentina                                                               | 2 – 0                                                                   | Bulgaria                                                                | Amichevole                                                              | -                                                                       |                                                                         |
| 19-10-1980                                                              | Sofia                                                                   | Bulgaria                                                                | 2 – 1                                                                   | Albania                                                                 | Qual. Mondiali 1982                                                     | -                                                                       |                                                                         |
| 3-12-1980                                                               | Sofia                                                                   | Bulgaria                                                                | 1 – 3                                                                   | Germania Ovest                                                          | Qual. Mondiali 1982                                                     | -                                                                       |                                                                         |
| 20-1-1981                                                               | Città del Messico                                                       | Messico                                                                 | 1 – 1                                                                   | Bulgaria                                                                | Amichevole                                                              | -                                                                       |                                                                         |
| 27-1-1981                                                               | Quito                                                                   | Ecuador                                                                 | 1 – 3                                                                   | Bulgaria                                                                | Amichevole                                                              | -                                                                       |                                                                         |
| 20-1-1981                                                               | Città del Messico                                                       | Messico                                                                 | 1 – 1                                                                   | Bulgaria                                                                | Amichevole                                                              | -                                                                       |                                                                         |
| 27-1-1981                                                               | Quito                                                                   | Ecuador                                                                 | 1 – 3                                                                   | Bulgaria                                                                | Amichevole                                                              | -                                                                       |                                                                         |
| 1-2-1981                                                                | La Paz                                                                  | Bolivia                                                                 | 1 – 3                                                                   | Bulgaria                                                                | Amichevole                                                              | -                                                                       |                                                                         |
| 12-2-1981                                                               | Lima                                                                    | Perù                                                                    | 1 – 2                                                                   | Bulgaria                                                                | Amichevole                                                              | -                                                                       |                                                                         |
| 25-3-1981                                                               | Subotica                                                                | Jugoslavia                                                              | 2 – 1                                                                   | Bulgaria                                                                | Amichevole                                                              | -                                                                       |                                                                         |
| 15-4-1981                                                               | Porto                                                                   | Portogallo                                                              | 1 – 1                                                                   | Bulgaria                                                                | Amichevole                                                              | -                                                                       |                                                                         |
| 29-4-1981                                                               | Pleven                                                                  | Bulgaria                                                                | 1 – 0                                                                   | Norvegia                                                                | Amichevole                                                              | -                                                                       |                                                                         |
| 13-5-1981                                                               | Sofia                                                                   | Bulgaria                                                                | 4 – 0                                                                   | Finlandia                                                               | Qual. Mondiali 1982                                                     | -                                                                       |                                                                         |
| 28-5-1981                                                               | Vienna                                                                  | Austria                                                                 | 2 – 0                                                                   | Bulgaria                                                                | Qual. Mondiali 1982                                                     | -                                                                       |                                                                         |
| 12-8-1981                                                               | Uddevalla                                                               | Svezia                                                                  | 1 – 0                                                                   | Bulgaria                                                                | Amichevole                                                              | -                                                                       |                                                                         |
| 9-9-1981                                                                | Bucarest                                                                | Romania                                                                 | 1 – 2                                                                   | Bulgaria                                                                | Amichevole                                                              | -                                                                       |                                                                         |
| 23-9-1981                                                               | Bologna                                                                 | Italia                                                                  | 3 – 2                                                                   | Bulgaria                                                                | Amichevole                                                              | -                                                                       |                                                                         |
| 14-10-1981                                                              | Tirana                                                                  | Albania                                                                 | 0 – 2                                                                   | Bulgaria                                                                | Qual. Mondiali 1982                                                     | -                                                                       |                                                                         |
| 28-10-1981                                                              | Porto Alegre                                                            | Brasile                                                                 | 3 – 0                                                                   | Bulgaria                                                                | Amichevole                                                              | -                                                                       |                                                                         |
| 11-11-1981                                                              | Sofia                                                                   | Bulgaria                                                                | 0 – 0                                                                   | Austria                                                                 | Qual. Mondiali 1982                                                     | -                                                                       |                                                                         |
| 22-11-1981                                                              | Düsseldorf                                                              | Germania Ovest                                                          | 4 – 0                                                                   | Bulgaria                                                                | Qual. Mondiali 1982                                                     | -                                                                       |                                                                         |
| 16-12-1981                                                              | Haskovo                                                                 | Bulgaria                                                                | 5 – 2                                                                   | Portogallo                                                              | Amichevole                                                              | -                                                                       |                                                                         |
| 14-4-1982                                                               | Ruse                                                                    | Bulgaria                                                                | 1 – 2                                                                   | Romania                                                                 | Amichevole                                                              | -                                                                       |                                                                         |
| 28-4-1982                                                               | Bruxelles                                                               | Belgio                                                                  | 2 – 1                                                                   | Bulgaria                                                                | Amichevole                                                              | -                                                                       |                                                                         |
| 5-5-1982                                                                | Buenos Aires                                                            | Argentina                                                               | 2 – 1                                                                   | Bulgaria                                                                | Amichevole                                                              | -                                                                       |                                                                         |
| 14-5-1982                                                               | Lione                                                                   | Francia                                                                 | 0 – 0                                                                   | Bulgaria                                                                | Amichevole                                                              | -                                                                       |                                                                         |
| 7-9-1982                                                                | San Gallo                                                               | Svizzera                                                                | 3 – 2                                                                   | Bulgaria                                                                | Amichevole                                                              | -                                                                       |                                                                         |
| 22-9-1982                                                               | Burgas                                                                  | Bulgaria                                                                | 2 – 2                                                                   | Germania Est                                                            | Amichevole                                                              | -                                                                       |                                                                         |
| 12-10-1982                                                              | Bucarest                                                                | Romania                                                                 | 2 – 1                                                                   | Bulgaria                                                                | Amichevole                                                              | -                                                                       |                                                                         |
| 14-10-1982                                                              | Sofia                                                                   | Bulgaria                                                                | 7 – 0                                                                   | Malta                                                                   | Amichevole                                                              | -                                                                       |                                                                         |
| 27-10-1982                                                              | Sofia                                                                   | Bulgaria                                                                | 2 – 2                                                                   | Norvegia                                                                | Qual. Euro 1984                                                         | -                                                                       |                                                                         |
| 16-11-1982                                                              | Veliko Tărnovo                                                          | Bulgaria                                                                | 2 – 0                                                                   | Germania Est                                                            | Amichevole                                                              | -                                                                       |                                                                         |
| 17-11-1982                                                              | Sofia                                                                   | Bulgaria                                                                | 0 – 1                                                                   | Jugoslavia                                                              | Qual. Euro 1984                                                         | -                                                                       |                                                                         |
| 22-12-1982                                                              | Istanbul                                                                | Turchia                                                                 | 0 – 1                                                                   | Bulgaria                                                                | Amichevole                                                              | -                                                                       |                                                                         |
| 26-12-1982                                                              | Attard                                                                  | Malta                                                                   | 0 – 0                                                                   | Bulgaria                                                                | Amichevole                                                              | -                                                                       |                                                                         |
| 28-12-1982                                                              | Attard                                                                  | Malta                                                                   | 1 – 7                                                                   | Bulgaria                                                                | Amichevole                                                              | -                                                                       |                                                                         |
| 9-3-1983                                                                | Varna                                                                   | Bulgaria                                                                | 1 – 1                                                                   | Svizzera                                                                | Amichevole                                                              | -                                                                       |                                                                         |
| 9-3-1983                                                                | Ruse                                                                    | Bulgaria                                                                | 3 – 2                                                                   | Romania                                                                 | Amichevole                                                              | -                                                                       |                                                                         |
| 23-3-1983                                                               | Łódź                                                                    | Polonia                                                                 | 3 – 1                                                                   | Bulgaria                                                                | Amichevole                                                              | -                                                                       |                                                                         |
| 23-3-1983                                                               | Veliko Tărnovo                                                          | Bulgaria                                                                | 1 – 1                                                                   | Ungheria                                                                | Qual. Olimpiadi 1984                                                    | -                                                                       |                                                                         |
| 13-4-1983                                                               | Gera                                                                    | Germania Est                                                            | 3 – 0                                                                   | Bulgaria                                                                | Amichevole                                                              | -                                                                       |                                                                         |
| 27-4-1983                                                               | Wrexham                                                                 | Galles                                                                  | 1 – 0                                                                   | Bulgaria                                                                | Qual. Euro 1984                                                         | -                                                                       |                                                                         |
| 4-5-1983                                                                | Sofia                                                                   | Bulgaria                                                                | 5 – 2                                                                   | Cuba                                                                    | Amichevole                                                              | -                                                                       |                                                                         |
| 18-5-1983                                                               | Plovdiv                                                                 | Bulgaria                                                                | 2 – 2                                                                   | Unione Sovietica                                                        | Qual. Olimpiadi 1984                                                    | -                                                                       |                                                                         |
| 7-8-1983                                                                | Saint-Denis                                                             | Algeria                                                                 | 2 – 3                                                                   | Bulgaria                                                                | Amichevole                                                              | -                                                                       |                                                                         |
| 31-8-1983                                                               | Amarousio                                                               | Grecia                                                                  | 2 – 3                                                                   | Bulgaria                                                                | Amichevole                                                              | -                                                                       |                                                                         |
| 7-9-1983                                                                | Oslo                                                                    | Norvegia                                                                | 1 – 2                                                                   | Bulgaria                                                                | Qual. Euro 1984                                                         | -                                                                       |                                                                         |
| 21-9-1983                                                               | Neubrandenburg                                                          | Germania Est                                                            | 2 – 0                                                                   | Bulgaria                                                                | Amichevole                                                              | -                                                                       |                                                                         |
| 12-10-1983                                                              | Mosca                                                                   | Unione Sovietica                                                        | 0 – 0                                                                   | Bulgaria                                                                | Qual. Olimpiadi 1984                                                    | -                                                                       |                                                                         |
| 26-10-1983                                                              | Praga                                                                   | Cecoslovacchia                                                          | 1 – 2                                                                   | Bulgaria                                                                | Amichevole                                                              | -                                                                       |                                                                         |
| 16-11-1983                                                              | Sofia                                                                   | Bulgaria                                                                | 1 – 0                                                                   | Galles                                                                  | Qual. Euro 1984                                                         | -                                                                       |                                                                         |
| 21-12-1983                                                              | Spalato                                                                 | Jugoslavia                                                              | 3 – 2                                                                   | Bulgaria                                                                | Qual. Euro 1984                                                         | -                                                                       |                                                                         |
| 4-2-1984                                                                | Casablanca                                                              | Marocco                                                                 | 1 – 1                                                                   | Bulgaria                                                                | Amichevole                                                              | -                                                                       |                                                                         |
| 15-2-1984                                                               | Varna                                                                   | Bulgaria                                                                | 2 – 3                                                                   | Germania Ovest                                                          | Amichevole                                                              | -                                                                       |                                                                         |
| 28-3-1984                                                               | Sliven                                                                  | Bulgaria                                                                | 0 – 0                                                                   | Grecia                                                                  | Qual. Olimpiadi 1984                                                    | -                                                                       |                                                                         |
| 2-4-1984                                                                | Adiliya                                                                 | Kuwait                                                                  | 1 – 1                                                                   | Bulgaria                                                                | Amichevole                                                              | -                                                                       |                                                                         |
| 11-4-1984                                                               | Budapest                                                                | Ungheria                                                                | 1 – 1                                                                   | Bulgaria                                                                | Qual. Olimpiadi 1984                                                    | -                                                                       |                                                                         |
| 25-4-1984                                                               | Alessandropoli                                                          | Grecia                                                                  | 1 – 3                                                                   | Bulgaria                                                                | Qual. Olimpiadi 1984                                                    | -                                                                       |                                                                         |
| 8-6-1984                                                                | Copenaghen                                                              | Danimarca                                                               | 1 – 1                                                                   | Bulgaria                                                                | Amichevole                                                              | -                                                                       |                                                                         |
| 5-9-1984                                                                | Lisbona                                                                 | Portogallo                                                              | 1 – 0                                                                   | Bulgaria                                                                | Amichevole                                                              | -                                                                       |                                                                         |
| 29-9-1984                                                               | Belgrado                                                                | Jugoslavia                                                              | 0 – 0                                                                   | Bulgaria                                                                | Qual. Mondiali 1986                                                     | -                                                                       |                                                                         |
| 16-10-1984                                                              | Istanbul                                                                | Turchia                                                                 | 0 – 0                                                                   | Bulgaria                                                                | Amichevole                                                              | -                                                                       |                                                                         |
| 21-11-1984                                                              | Parigi                                                                  | Francia                                                                 | 1 – 0                                                                   | Bulgaria                                                                | Qual. Mondiali 1986                                                     | -                                                                       |                                                                         |
| 5-12-1984                                                               | Sofia                                                                   | Bulgaria                                                                | 4 – 0                                                                   | Lussemburgo                                                             | Qual. Mondiali 1986                                                     | -                                                                       |                                                                         |
| 5-2-1985                                                                | Santiago de Querétaro                                                   | Bulgaria                                                                | 1 – 0                                                                   | Svizzera                                                                | Amichevole                                                              | -                                                                       |                                                                         |
| 6-2-1985                                                                | Santiago de Querétaro                                                   | Bulgaria                                                                | 2 – 2                                                                   | Polonia                                                                 | Amichevole                                                              | -                                                                       |                                                                         |
| 6-4-1985                                                                | Sofia                                                                   | Bulgaria                                                                | 1 – 0                                                                   | Germania Est                                                            | Qual. Mondiali 1986                                                     | -                                                                       |                                                                         |
| 17-4-1985                                                               | Augusta                                                                 | Germania Ovest                                                          | 4 – 1                                                                   | Bulgaria                                                                | Amichevole                                                              | -                                                                       |                                                                         |
| 2-5-1985                                                                | Sofia                                                                   | Bulgaria                                                                | 2 – 0                                                                   | Francia                                                                 | Qual. Mondiali 1986                                                     | -                                                                       |                                                                         |
| 1-6-1985                                                                | Sofia                                                                   | Bulgaria                                                                | 2 – 1                                                                   | Jugoslavia                                                              | Qual. Mondiali 1986                                                     | -                                                                       |                                                                         |
| 27-8-1985                                                               | Los Angeles                                                             | Messico                                                                 | 1 – 1                                                                   | Bulgaria                                                                | Amichevole                                                              | -                                                                       |                                                                         |
| 4-9-1985                                                                | Heerenveen                                                              | Paesi Bassi                                                             | 1 – 0                                                                   | Bulgaria                                                                | Amichevole                                                              | -                                                                       |                                                                         |
| 25-9-1985                                                               | Lussemburgo                                                             | Lussemburgo                                                             | 1 – 3                                                                   | Bulgaria                                                                | Qual. Mondiali 1986                                                     | -                                                                       |                                                                         |
| 16-10-1985                                                              | Salonicco                                                               | Grecia                                                                  | 0 – 2                                                                   | Bulgaria                                                                | Amichevole                                                              | -                                                                       |                                                                         |
| 30-10-1985                                                              | Pécs                                                                    | Ungheria                                                                | 3 – 1                                                                   | Bulgaria                                                                | Amichevole                                                              | -                                                                       |                                                                         |
| 16-11-1985                                                              | Karl-Marx-Stadt                                                         | Germania Est                                                            | 2 – 1                                                                   | Bulgaria                                                                | Qual. Mondiali 1986                                                     | -                                                                       |                                                                         |
| 18-12-1985                                                              | Valencia                                                                | Spagna                                                                  | 2 – 0                                                                   | Bulgaria                                                                | Amichevole                                                              | -                                                                       |                                                                         |
| 9-2-1986                                                                | Santiago de Querétaro                                                   | Bulgaria                                                                | 1 – 2                                                                   | Germania Est                                                            | Amichevole                                                              | -                                                                       |                                                                         |
| 19-2-1986                                                               | Rabat                                                                   | Marocco                                                                 | 0 – 0                                                                   | Bulgaria                                                                | Amichevole                                                              | -                                                                       |                                                                         |
| 9-4-1986                                                                | Sofia                                                                   | Bulgaria                                                                | 3 – 0                                                                   | Danimarca                                                               | Amichevole                                                              | -                                                                       |                                                                         |
| 23-4-1986                                                               | Bruxelles                                                               | Belgio                                                                  | 2 – 0                                                                   | Bulgaria                                                                | Amichevole                                                              | -                                                                       |                                                                         |
| 30-4-1986                                                               | Sofia                                                                   | Bulgaria                                                                | 3 – 0                                                                   | Corea del Nord                                                          | Amichevole                                                              | -                                                                       |                                                                         |
| 31-5-1986                                                               | Città del Messico                                                       | Bulgaria                                                                | 1 – 1                                                                   | Italia                                                                  | Mondiali 1986                                                           | -                                                                       |                                                                         |
| 5-6-1986                                                                | Città del Messico                                                       | Bulgaria                                                                | 1 – 1                                                                   | Corea del Sud                                                           | Mondiali 1986                                                           | -                                                                       |                                                                         |
| 10-6-1986                                                               | Città del Messico                                                       | Argentina                                                               | 2 – 0                                                                   | Bulgaria                                                                | Mondiali 1986                                                           | -                                                                       |                                                                         |
| 15-6-1986                                                               | Città del Messico                                                       | Messico                                                                 | 2 – 0                                                                   | Bulgaria                                                                | Mondiali 1986                                                           | -                                                                       |                                                                         |
| 10-9-1986                                                               | Glasgow                                                                 | Scozia                                                                  | 0 – 0                                                                   | Bulgaria                                                                | Qual. Euro 1988                                                         | -                                                                       |                                                                         |
| 29-10-1986                                                              | Tunisi                                                                  | Tunisia                                                                 | 3 – 3                                                                   | Bulgaria                                                                | Amichevole                                                              | -                                                                       |                                                                         |
| 19-11-1986                                                              | Bruxelles                                                               | Belgio                                                                  | 1 – 1                                                                   | Bulgaria                                                                | Qual. Euro 1988                                                         | -                                                                       |                                                                         |
| 1-4-1987                                                                | Sofia                                                                   | Bulgaria                                                                | 2 – 1                                                                   | Irlanda                                                                 | Qual. Euro 1988                                                         | -                                                                       |                                                                         |
| 30-4-1987                                                               | Lussemburgo                                                             | Lussemburgo                                                             | 1 – 4                                                                   | Bulgaria                                                                | Qual. Euro 1988                                                         | -                                                                       |                                                                         |
| 20-5-1987                                                               | Sofia                                                                   | Bulgaria                                                                | 3 – 0                                                                   | Lussemburgo                                                             | Qual. Euro 1988                                                         | -                                                                       |                                                                         |
| 23-9-1987                                                               | Sofia                                                                   | Bulgaria                                                                | 2 – 0                                                                   | Belgio                                                                  | Qual. Euro 1988                                                         | -                                                                       |                                                                         |
| 14-10-1987                                                              | Dublino                                                                 | Irlanda                                                                 | 2 – 0                                                                   | Bulgaria                                                                | Qual. Euro 1988                                                         | -                                                                       |                                                                         |
| 11-11-1987                                                              | Sofia                                                                   | Bulgaria                                                                | 0 – 1                                                                   | Scozia                                                                  | Qual. Euro 1988                                                         | -                                                                       |                                                                         |
| 21-1-1988                                                               | Doha                                                                    | Qatar                                                                   | 2 – 3                                                                   | Bulgaria                                                                | Amichevole                                                              | -                                                                       |                                                                         |
| 23-1-1988                                                               | Dubai                                                                   | Emirati Arabi Uniti                                                     | 0 – 3                                                                   | Bulgaria                                                                | Amichevole                                                              | -                                                                       |                                                                         |
| 27-1-1988                                                               | Dubai                                                                   | Emirati Arabi Uniti                                                     | 1 – 3                                                                   | Bulgaria                                                                | Amichevole                                                              | -                                                                       |                                                                         |
| 29-1-1988                                                               | Il Cairo                                                                | Egitto                                                                  | 1 – 0                                                                   | Bulgaria                                                                | Amichevole                                                              | -                                                                       |                                                                         |
| 23-3-1988                                                               | Sofia                                                                   | Bulgaria                                                                | 2 – 0                                                                   | Cecoslovacchia                                                          | Amichevole                                                              | -                                                                       |                                                                         |
| 13-4-1988                                                               | Burgas                                                                  | Bulgaria                                                                | 1 – 1                                                                   | Germania Est                                                            | Amichevole                                                              | -                                                                       |                                                                         |
| 24-5-1988                                                               | Rotterdam                                                               | Paesi Bassi                                                             | 1 – 2                                                                   | Bulgaria                                                                | Amichevole                                                              | -                                                                       |                                                                         |
| 4-8-1988                                                                | Vaasa                                                                   | Finlandia                                                               | 1 – 1                                                                   | Bulgaria                                                                | Amichevole                                                              | -                                                                       |                                                                         |
| 7-8-1988                                                                | Reykjavík                                                               | Islanda                                                                 | 2 – 3                                                                   | Bulgaria                                                                | Amichevole                                                              | -                                                                       |                                                                         |
| 9-8-1988                                                                | Oslo                                                                    | Norvegia                                                                | 1 – 1                                                                   | Bulgaria                                                                | Amichevole                                                              | -                                                                       |                                                                         |
| 24-8-1988                                                               | Białystok                                                               | Polonia                                                                 | 3 – 2                                                                   | Bulgaria                                                                | Amichevole                                                              | -                                                                       |                                                                         |
| 21-9-1988                                                               | Sofia                                                                   | Bulgaria                                                                | 2 – 2                                                                   | Unione Sovietica                                                        | Amichevole                                                              | -                                                                       |                                                                         |
| 19-10-1988                                                              | Sofia                                                                   | Bulgaria                                                                | 1 – 3                                                                   | Romania                                                                 | Qual. Mondiali 1990                                                     | -                                                                       |                                                                         |
| 2-11-1988                                                               | Copenaghen                                                              | Danimarca                                                               | 1 – 1                                                                   | Bulgaria                                                                | Qual. Mondiali 1990                                                     | -                                                                       |                                                                         |
| 24-12-1988                                                              | Sharja                                                                  | Emirati Arabi Uniti                                                     | 0 – 1                                                                   | Bulgaria                                                                | Amichevole                                                              | -                                                                       |                                                                         |
| 21-2-1989                                                               | Sofia                                                                   | Bulgaria                                                                | 1 – 2                                                                   | Unione Sovietica                                                        | Amichevole                                                              | -                                                                       |                                                                         |
| 22-3-1989                                                               | Sofia                                                                   | Bulgaria                                                                | 1 – 2                                                                   | Germania Ovest                                                          | Amichevole                                                              | -                                                                       |                                                                         |
| 26-4-1989                                                               | Sofia                                                                   | Bulgaria                                                                | 0 – 2                                                                   | Danimarca                                                               | Qual. Mondiali 1990                                                     | -                                                                       |                                                                         |
| 17-5-1989                                                               | Bucarest                                                                | Romania                                                                 | 1 – 0                                                                   | Bulgaria                                                                | Qual. Mondiali 1990                                                     | -                                                                       |                                                                         |
| 23-8-1989                                                               | Erfurt                                                                  | Germania Est                                                            | 1 – 1                                                                   | Bulgaria                                                                | Amichevole                                                              | -                                                                       |                                                                         |
| 20-9-1989                                                               | Cesena                                                                  | Italia                                                                  | 4 – 0                                                                   | Bulgaria                                                                | Amichevole                                                              | -                                                                       |                                                                         |
| 11-10-1989                                                              | Varna                                                                   | Bulgaria                                                                | 4 – 0                                                                   | Grecia                                                                  | Qual. Mondiali 1990                                                     | -                                                                       |                                                                         |
| 15-11-1989                                                              | Amarousio                                                               | Grecia                                                                  | 1 – 0                                                                   | Bulgaria                                                                | Qual. Mondiali 1990                                                     | -                                                                       |                                                                         |
| 5-5-1990                                                                | Campinas                                                                | Brasile                                                                 | 2 – 1                                                                   | Bulgaria                                                                | Amichevole                                                              | -                                                                       |                                                                         |
| 12-9-1990                                                               | Ginevra                                                                 | Svizzera                                                                | 2 – 0                                                                   | Bulgaria                                                                | Qual. Euro 1992                                                         | -                                                                       |                                                                         |
| 26-9-1990                                                               | Solna                                                                   | Svezia                                                                  | 2 – 0                                                                   | Bulgaria                                                                | Amichevole                                                              | -                                                                       |                                                                         |
| 17-10-1990                                                              | Bucarest                                                                | Romania                                                                 | 0 – 3                                                                   | Bulgaria                                                                | Qual. Euro 1992                                                         | -                                                                       |                                                                         |
| 14-11-1990                                                              | Sofia                                                                   | Bulgaria                                                                | 1 – 1                                                                   | Scozia                                                                  | Qual. Euro 1992                                                         | -                                                                       |                                                                         |
| Totale                                                                  |                                                                         | Presenze                                                                | 234                                                                     |                                                                         | Reti                                                                    |                                                                         |                                                                         |

## Partite dal 1991 ad oggi
| Cronologia completa delle presenze e delle reti in nazionale ― Bulgaria | Cronologia completa delle presenze e delle reti in nazionale ― Bulgaria | Cronologia completa delle presenze e delle reti in nazionale ― Bulgaria | Cronologia completa delle presenze e delle reti in nazionale ― Bulgaria | Cronologia completa delle presenze e delle reti in nazionale ― Bulgaria | Cronologia completa delle presenze e delle reti in nazionale ― Bulgaria | Cronologia completa delle presenze e delle reti in nazionale ― Bulgaria | Cronologia completa delle presenze e delle reti in nazionale ― Bulgaria |
| Data                                                                    | Città                                                                   | In casa                                                                 | Risultato                                                               | Ospiti                                                                  | Competizione                                                            | Reti                                                                    | Note                                                                    |
| ----------------------------------------------------------------------- | ----------------------------------------------------------------------- | ----------------------------------------------------------------------- | ----------------------------------------------------------------------- | ----------------------------------------------------------------------- | ----------------------------------------------------------------------- | ----------------------------------------------------------------------- | ----------------------------------------------------------------------- |
| 27-3-1991                                                               | Glasgow                                                                 | Scozia                                                                  | 1 – 1                                                                   | Bulgaria                                                                | Qual. Euro 1992                                                         | -                                                                       |                                                                         |
| 9-4-1991                                                                | Odense                                                                  | Danimarca                                                               | 1 – 1                                                                   | Bulgaria                                                                | Amichevole                                                              | -                                                                       |                                                                         |
| 1-5-1991                                                                | Sofia                                                                   | Bulgaria                                                                | 2 – 3                                                                   | Svizzera                                                                | Qual. Euro 1992                                                         | -                                                                       |                                                                         |
| 22-5-1991                                                               | Serravalle                                                              | San Marino                                                              | 0 – 3                                                                   | Bulgaria                                                                | Qual. Euro 1992                                                         | -                                                                       |                                                                         |
| 28-5-1991                                                               | Uberlândia                                                              | Brasile                                                                 | 3 – 0                                                                   | Bulgaria                                                                | Amichevole                                                              | -                                                                       |                                                                         |
| 21-8-1991                                                               | Stara Zagora                                                            | Bulgaria                                                                | 0 – 0                                                                   | Turchia                                                                 | Amichevole                                                              | -                                                                       |                                                                         |
| 25-9-1991                                                               | Sofia                                                                   | Bulgaria                                                                | 2 – 1                                                                   | Italia                                                                  | Amichevole                                                              | -                                                                       |                                                                         |
| 16-10-1991                                                              | Sofia                                                                   | Bulgaria                                                                | 4 – 0                                                                   | San Marino                                                              | Qual. Euro 1992                                                         | -                                                                       |                                                                         |
| 20-11-1991                                                              | Sofia                                                                   | Bulgaria                                                                | 1 – 1                                                                   | Romania                                                                 | Qual. Euro 1992                                                         | -                                                                       |                                                                         |
| 28-4-1992                                                               | Berna                                                                   | Svizzera                                                                | 0 – 2                                                                   | Bulgaria                                                                | Amichevole                                                              | -                                                                       |                                                                         |
| 14-5-1992                                                               | Helsinki                                                                | Finlandia                                                               | 0 – 3                                                                   | Bulgaria                                                                | Qual. Mondiali 1994                                                     | -                                                                       |                                                                         |
| 19-8-1992                                                               | Sofia                                                                   | Bulgaria                                                                | 1 – 1                                                                   | Messico                                                                 | Amichevole                                                              | -                                                                       |                                                                         |
| 26-8-1992                                                               | Trebisonda                                                              | Turchia                                                                 | 3 – 2                                                                   | Bulgaria                                                                | Amichevole                                                              | -                                                                       |                                                                         |
| 9-9-1992                                                                | Sofia                                                                   | Bulgaria                                                                | 2 – 0                                                                   | Francia                                                                 | Qual. Mondiali 1994                                                     | -                                                                       |                                                                         |
| 7-10-1992                                                               | Solna                                                                   | Svezia                                                                  | 2 – 0                                                                   | Bulgaria                                                                | Qual. Mondiali 1994                                                     | -                                                                       |                                                                         |
| 11-11-1992                                                              | Saint-Ouen                                                              | Portogallo                                                              | 2 – 1                                                                   | Bulgaria                                                                | Amichevole                                                              | -                                                                       |                                                                         |
| 2-12-1992                                                               | Ramat Gan                                                               | Israele                                                                 | 0 – 2                                                                   | Bulgaria                                                                | Qual. Mondiali 1994                                                     | -                                                                       |                                                                         |
| 10-1-1993                                                               | Beja                                                                    | Tunisia                                                                 | 3 – 0                                                                   | Bulgaria                                                                | Amichevole                                                              | -                                                                       |                                                                         |
| 18-2-1993                                                               | Dubai                                                                   | Emirati Arabi Uniti                                                     | 1 – 0                                                                   | Bulgaria                                                                | Amichevole                                                              | -                                                                       |                                                                         |
| 20-2-1993                                                               | Dubai                                                                   | Emirati Arabi Uniti                                                     | 1 – 3                                                                   | Bulgaria                                                                | Amichevole                                                              | -                                                                       |                                                                         |
| 14-4-1993                                                               | Vienna                                                                  | Austria                                                                 | 3 – 1                                                                   | Bulgaria                                                                | Qual. Mondiali 1994                                                     | -                                                                       |                                                                         |
| 28-4-1993                                                               | Sofia                                                                   | Bulgaria                                                                | 2 – 0                                                                   | Finlandia                                                               | Qual. Mondiali 1994                                                     | -                                                                       |                                                                         |
| 12-5-1993                                                               | Sofia                                                                   | Bulgaria                                                                | 2 – 2                                                                   | Israele                                                                 | Qual. Mondiali 1994                                                     | -                                                                       |                                                                         |
| 8-9-1993                                                                | Sofia                                                                   | Bulgaria                                                                | 1 – 1                                                                   | Svezia                                                                  | Qual. Mondiali 1994                                                     | -                                                                       |                                                                         |
| 13-10-1993                                                              | Sofia                                                                   | Bulgaria                                                                | 4 – 1                                                                   | Austria                                                                 | Qual. Mondiali 1994                                                     | -                                                                       |                                                                         |
| 17-11-1993                                                              | Parigi                                                                  | Francia                                                                 | 1 – 2                                                                   | Bulgaria                                                                | Qual. Mondiali 1994                                                     | -                                                                       |                                                                         |
| 19-1-1994                                                               | San Diego                                                               | Messico                                                                 | 1 – 1                                                                   | Bulgaria                                                                | Amichevole                                                              | -                                                                       |                                                                         |
| 15-4-1994                                                               | Mascate                                                                 | Oman                                                                    | 1 – 1                                                                   | Bulgaria                                                                | Amichevole                                                              | -                                                                       |                                                                         |
| 28-4-1994                                                               | Kaifan                                                                  | Kuwait                                                                  | 2 – 2                                                                   | Bulgaria                                                                | Amichevole                                                              | -                                                                       |                                                                         |
| 3-6-1994                                                                | Sofia                                                                   | Bulgaria                                                                | 1 – 1                                                                   | Ucraina                                                                 | Amichevole                                                              | -                                                                       |                                                                         |
| 21-6-1994                                                               | Dallas                                                                  | Bulgaria                                                                | 0 – 3                                                                   | Nigeria                                                                 | Mondiali 1994                                                           | -                                                                       |                                                                         |
| 26-6-1994                                                               | Chicago                                                                 | Bulgaria                                                                | 4 – 0                                                                   | Grecia                                                                  | Mondiali 1994                                                           | -                                                                       |                                                                         |
| 30-6-1994                                                               | Dallas                                                                  | Argentina                                                               | 0 – 2                                                                   | Bulgaria                                                                | Mondiali 1994                                                           | -                                                                       |                                                                         |
| 5-7-1994                                                                | East Rutherford                                                         | Bulgaria                                                                | 1 – 1                                                                   | Messico                                                                 | Mondiali 1994                                                           | -                                                                       |                                                                         |
| 10-7-1994                                                               | East Rutherford                                                         | Bulgaria                                                                | 2 – 1                                                                   | Germania                                                                | Mondiali 1994                                                           | -                                                                       |                                                                         |
| 13-7-1994                                                               | East Rutherford                                                         | Bulgaria                                                                | 1 – 2                                                                   | Italia                                                                  | Mondiali 1994                                                           | -                                                                       |                                                                         |
| 16-7-1994                                                               | Pasadena                                                                | Bulgaria                                                                | 0 – 4                                                                   | Svezia                                                                  | Mondiali 1994                                                           | -                                                                       |                                                                         |
| 12-10-1994                                                              | Sofia                                                                   | Bulgaria                                                                | 2 – 0                                                                   | Georgia                                                                 | Qual. Euro 1996                                                         | -                                                                       |                                                                         |
| 16-11-1994                                                              | Sofia                                                                   | Bulgaria                                                                | 4 – 1                                                                   | Moldavia                                                                | Qual. Euro 1996                                                         | -                                                                       |                                                                         |
| 14-12-1994                                                              | Cardiff                                                                 | Galles                                                                  | 0 – 3                                                                   | Bulgaria                                                                | Qual. Euro 1996                                                         | -                                                                       |                                                                         |
| 14-2-1995                                                               | Mendoza                                                                 | Argentina                                                               | 4 – 1                                                                   | Bulgaria                                                                | Amichevole                                                              | -                                                                       |                                                                         |
| 29-3-1995                                                               | Sofia                                                                   | Bulgaria                                                                | 3 – 1                                                                   | Galles                                                                  | Qual. Euro 1996                                                         | -                                                                       |                                                                         |
| 12-4-1995                                                               | Kočani                                                                  | Macedonia                                                               | 0 – 0                                                                   | Bulgaria                                                                | Amichevole                                                              | -                                                                       |                                                                         |
| 26-4-1995                                                               | Chișinău                                                                | Moldavia                                                                | 0 – 3                                                                   | Bulgaria                                                                | Qual. Euro 1996                                                         | -                                                                       |                                                                         |
| 7-6-1995                                                                | Sofia                                                                   | Bulgaria                                                                | 3 – 2                                                                   | Germania                                                                | Qual. Euro 1996                                                         | -                                                                       |                                                                         |
| 20-7-1995                                                               | Kuala Lumpur                                                            | Uzbekistan                                                              | 0 – 0                                                                   | Bulgaria                                                                | Amichevole                                                              | -                                                                       |                                                                         |
| 22-7-1995                                                               | Kuala Lumpur                                                            | Ungheria                                                                | 0 – 0                                                                   | Bulgaria                                                                | Amichevole                                                              | -                                                                       |                                                                         |
| 25-7-1995                                                               | Kuala Lumpur                                                            | Iraq                                                                    | 1 – 0                                                                   | Bulgaria                                                                | Amichevole                                                              | -                                                                       |                                                                         |
| 29-7-1995                                                               | Kuala Lumpur                                                            | Malaysia                                                                | 0 – 2                                                                   | Bulgaria                                                                | Amichevole                                                              | -                                                                       |                                                                         |
| 6-9-1995                                                                | Tirana                                                                  | Albania                                                                 | 1 – 1                                                                   | Bulgaria                                                                | Qual. Euro 1996                                                         | -                                                                       |                                                                         |
| 7-10-1995                                                               | Sofia                                                                   | Bulgaria                                                                | 3 – 0                                                                   | Albania                                                                 | Qual. Euro 1996                                                         | -                                                                       |                                                                         |
| 11-10-1995                                                              | Tbilisi                                                                 | Georgia                                                                 | 2 – 1                                                                   | Bulgaria                                                                | Qual. Euro 1996                                                         | -                                                                       |                                                                         |
| 15-11-1995                                                              | Berlino                                                                 | Germania                                                                | 3 – 1                                                                   | Bulgaria                                                                | Qual. Euro 1996                                                         | -                                                                       |                                                                         |
| 27-3-1996                                                               | Londra                                                                  | Inghilterra                                                             | 1 – 0                                                                   | Bulgaria                                                                | Amichevole                                                              | -                                                                       |                                                                         |
| 24-4-1996                                                               | Trnava                                                                  | Slovacchia                                                              | 0 – 0                                                                   | Bulgaria                                                                | Amichevole                                                              | -                                                                       |                                                                         |
| 28-5-1996                                                               | Sofia                                                                   | Bulgaria                                                                | 3 – 0                                                                   | Macedonia                                                               | Amichevole                                                              | -                                                                       |                                                                         |
| 2-6-1996                                                                | Sofia                                                                   | Bulgaria                                                                | 4 – 1                                                                   | Emirati Arabi Uniti                                                     | Amichevole                                                              | -                                                                       |                                                                         |
| 9-6-1996                                                                | Leeds                                                                   | Bulgaria                                                                | 1 – 1                                                                   | Spagna                                                                  | Euro 1996                                                               | -                                                                       |                                                                         |
| 13-6-1996                                                               | Newcastle upon Tyne                                                     | Bulgaria                                                                | 1 – 0                                                                   | Romania                                                                 | Euro 1996                                                               | -                                                                       |                                                                         |
| 18-6-1996                                                               | Newcastle upon Tyne                                                     | Bulgaria                                                                | 1 – 3                                                                   | Francia                                                                 | Euro 1996                                                               | -                                                                       |                                                                         |
| 1-9-1996                                                                | Ramat Gan                                                               | Israele                                                                 | 2 – 1                                                                   | Bulgaria                                                                | Qual. Mondiali 1998                                                     | -                                                                       |                                                                         |
| 8-10-1996                                                               | Lussemburgo                                                             | Lussemburgo                                                             | 1 – 2                                                                   | Bulgaria                                                                | Qual. Mondiali 1998                                                     | -                                                                       |                                                                         |
| 6-11-1996                                                               | Riad                                                                    | Arabia Saudita                                                          | 1 – 0                                                                   | Bulgaria                                                                | Amichevole                                                              | -                                                                       |                                                                         |
| 8-11-1996                                                               | Bangkok                                                                 | Thailandia                                                              | 0 – 4                                                                   | Bulgaria                                                                | Amichevole                                                              | -                                                                       |                                                                         |
| 14-12-1996                                                              | Limassol                                                                | Cipro                                                                   | 1 – 3                                                                   | Bulgaria                                                                | Qual. Mondiali 1998                                                     | -                                                                       |                                                                         |
| 11-3-1997                                                               | Sofia                                                                   | Bulgaria                                                                | 0 – 1                                                                   | Slovacchia                                                              | Amichevole                                                              | -                                                                       |                                                                         |
| 2-4-1997                                                                | Sofia                                                                   | Bulgaria                                                                | 4 – 1                                                                   | Cipro                                                                   | Qual. Mondiali 1998                                                     | -                                                                       |                                                                         |
| 8-6-1997                                                                | Burgas                                                                  | Bulgaria                                                                | 4 – 0                                                                   | Lussemburgo                                                             | Qual. Mondiali 1998                                                     | -                                                                       |                                                                         |
| 20-8-1997                                                               | Sofia                                                                   | Bulgaria                                                                | 1 – 0                                                                   | Israele                                                                 | Qual. Mondiali 1998                                                     | -                                                                       |                                                                         |
| 10-9-1997                                                               | Sofia                                                                   | Bulgaria                                                                | 1 – 0                                                                   | Russia                                                                  | Qual. Mondiali 1998                                                     | -                                                                       |                                                                         |
| 11-10-1997                                                              | Mosca                                                                   | Russia                                                                  | 4 – 2                                                                   | Bulgaria                                                                | Qual. Mondiali 1998                                                     | -                                                                       |                                                                         |
| 10-3-1998                                                               | Buenos Aires                                                            | Argentina                                                               | 2 – 0                                                                   | Bulgaria                                                                | Amichevole                                                              | -                                                                       |                                                                         |
| 25-3-1998                                                               | Skopje                                                                  | Macedonia                                                               | 1 – 0                                                                   | Bulgaria                                                                | Amichevole                                                              | -                                                                       |                                                                         |
| 22-4-1998                                                               | Sofia                                                                   | Bulgaria                                                                | 2 – 1                                                                   | Marocco                                                                 | Amichevole                                                              | -                                                                       |                                                                         |
| 5-6-1998                                                                | Sofia                                                                   | Bulgaria                                                                | 2 – 0                                                                   | Algeria                                                                 | Amichevole                                                              | -                                                                       |                                                                         |
| 12-6-1998                                                               | Montpellier                                                             | Bulgaria                                                                | 0 – 0                                                                   | Paraguay                                                                | Mondiali 1998                                                           | -                                                                       |                                                                         |
| 19-6-1998                                                               | Parigi                                                                  | Bulgaria                                                                | 0 – 1                                                                   | Nigeria                                                                 | Mondiali 1998                                                           | -                                                                       |                                                                         |
| 24-6-1998                                                               | Lens                                                                    | Bulgaria                                                                | 1 – 6                                                                   | Spagna                                                                  | Mondiali 1998                                                           | -                                                                       |                                                                         |
| 6-9-1998                                                                | Burgas                                                                  | Bulgaria                                                                | 0 – 3                                                                   | Polonia                                                                 | Qual. Euro 2000                                                         | -                                                                       |                                                                         |
| 10-10-1998                                                              | Londra                                                                  | Inghilterra                                                             | 0 – 0                                                                   | Bulgaria                                                                | Qual. Euro 2000                                                         | -                                                                       |                                                                         |
| 14-10-1998                                                              | Burgas                                                                  | Bulgaria                                                                | 0 – 1                                                                   | Svezia                                                                  | Qual. Euro 2000                                                         | -                                                                       |                                                                         |
| 4-11-1998                                                               | Sofia                                                                   | Bulgaria                                                                | 0 – 0                                                                   | Algeria                                                                 | Amichevole                                                              | -                                                                       |                                                                         |
| 24-12-1998                                                              | Agadir                                                                  | Marocco                                                                 | 4 – 1                                                                   | Bulgaria                                                                | Amichevole                                                              | -                                                                       |                                                                         |
| 16-2-1999                                                               | Hong Kong                                                               | Bulgaria                                                                | 1 – 3                                                                   | Egitto                                                                  | Amichevole                                                              | -                                                                       |                                                                         |
| 3-3-1999                                                                | Stara Zagora                                                            | Bulgaria                                                                | 2 – 0                                                                   | Slovacchia                                                              | Amichevole                                                              | -                                                                       |                                                                         |
| 27-3-1999                                                               | Bruxelles                                                               | Belgio                                                                  | 0 – 1                                                                   | Bulgaria                                                                | Amichevole                                                              | -                                                                       |                                                                         |
| 31-3-1999                                                               | Lussemburgo                                                             | Lussemburgo                                                             | 0 – 2                                                                   | Bulgaria                                                                | Qual. Euro 2000                                                         | -                                                                       |                                                                         |
| 19-5-1999                                                               | Dubnica nad Váhom                                                       | Slovacchia                                                              | 2 – 0                                                                   | Bulgaria                                                                | Amichevole                                                              | -                                                                       |                                                                         |
| 4-6-1999                                                                | Varsavia                                                                | Polonia                                                                 | 2 – 0                                                                   | Bulgaria                                                                | Qual. Euro 2000                                                         | -                                                                       |                                                                         |
| 9-6-1999                                                                | Sofia                                                                   | Bulgaria                                                                | 1 – 1                                                                   | Inghilterra                                                             | Qual. Euro 2000                                                         | -                                                                       |                                                                         |
| 18-8-1999                                                               | Kiev                                                                    | Ucraina                                                                 | 1 – 1                                                                   | Bulgaria                                                                | Amichevole                                                              | -                                                                       |                                                                         |
| 4-9-1999                                                                | Solna                                                                   | Svezia                                                                  | 1 – 0                                                                   | Bulgaria                                                                | Qual. Euro 2000                                                         | -                                                                       |                                                                         |
| 10-10-1999                                                              | Sofia                                                                   | Bulgaria                                                                | 3 – 0                                                                   | Lussemburgo                                                             | Qual. Euro 2000                                                         | -                                                                       |                                                                         |
| 17-11-1999                                                              | Kozani                                                                  | Grecia                                                                  | 1 – 0                                                                   | Bulgaria                                                                | Amichevole                                                              | -                                                                       |                                                                         |
| 9-2-2000                                                                | Valparaíso                                                              | Bulgaria                                                                | 1 – 0                                                                   | Slovacchia                                                              | Amichevole                                                              | -                                                                       |                                                                         |
| 12-2-2000                                                               | Valparaíso                                                              | Cile                                                                    | 3 – 2                                                                   | Bulgaria                                                                | Amichevole                                                              | -                                                                       |                                                                         |
| 15-2-2000                                                               | Valparaíso                                                              | Australia                                                               | 1 – 1                                                                   | Bulgaria                                                                | Amichevole                                                              | -                                                                       |                                                                         |
| 29-3-2000                                                               | Sofia                                                                   | Bulgaria                                                                | 4 – 1                                                                   | Bielorussia                                                             | Amichevole                                                              | -                                                                       |                                                                         |
| 26-4-2000                                                               | Sofia                                                                   | Bulgaria                                                                | 0 – 1                                                                   | Ucraina                                                                 | Amichevole                                                              | -                                                                       |                                                                         |
| 16-8-2000                                                               | Sofia                                                                   | Bulgaria                                                                | 1 – 3                                                                   | Belgio                                                                  | Amichevole                                                              | -                                                                       |                                                                         |
| 2-9-2000                                                                | Sofia                                                                   | Bulgaria                                                                | 0 – 1                                                                   | Rep. Ceca                                                               | Qual. Mondiali 2002                                                     | -                                                                       |                                                                         |
| 7-10-2000                                                               | Sofia                                                                   | Bulgaria                                                                | 3 – 0                                                                   | Malta                                                                   | Qual. Mondiali 2002                                                     | -                                                                       |                                                                         |
| 11-10-2000                                                              | Copenaghen                                                              | Danimarca                                                               | 1 – 1                                                                   | Bulgaria                                                                | Qual. Mondiali 2002                                                     | -                                                                       |                                                                         |
| 14-11-2000                                                              | Algeri                                                                  | Algeria                                                                 | 1 – 2                                                                   | Bulgaria                                                                | Amichevole                                                              | -                                                                       |                                                                         |
| 24-1-2001                                                               | Morelia                                                                 | Messico                                                                 | 0 – 2                                                                   | Bulgaria                                                                | Amichevole                                                              | -                                                                       |                                                                         |
| 28-1-2001                                                               | Kingston                                                                | Giamaica                                                                | 0 – 0                                                                   | Bulgaria                                                                | Amichevole                                                              | -                                                                       |                                                                         |
| 28-2-2001                                                               | Amman                                                                   | Giordania                                                               | 0 – 2                                                                   | Bulgaria                                                                | Amichevole                                                              | -                                                                       |                                                                         |
| 24-3-2001                                                               | Sofia                                                                   | Bulgaria                                                                | 2 – 1                                                                   | Islanda                                                                 | Qual. Mondiali 2002                                                     | -                                                                       |                                                                         |
| 28-3-2001                                                               | Sofia                                                                   | Bulgaria                                                                | 4 – 3                                                                   | Irlanda del Nord                                                        | Qual. Mondiali 2002                                                     | -                                                                       |                                                                         |
| 25-4-2001                                                               | Oslo                                                                    | Norvegia                                                                | 2 – 1                                                                   | Bulgaria                                                                | Amichevole                                                              | -                                                                       |                                                                         |
| 2-6-2001                                                                | Belfast                                                                 | Irlanda del Nord                                                        | 0 – 1                                                                   | Bulgaria                                                                | Qual. Mondiali 2002                                                     | -                                                                       |                                                                         |
| 6-6-2001                                                                | Reykjavík                                                               | Islanda                                                                 | 1 – 1                                                                   | Bulgaria                                                                | Qual. Mondiali 2002                                                     | -                                                                       |                                                                         |
| 15-8-2001                                                               | Sofia                                                                   | Bulgaria                                                                | 1 – 0                                                                   | Macedonia                                                               | Amichevole                                                              | -                                                                       |                                                                         |
| 1-9-2001                                                                | Attard                                                                  | Malta                                                                   | 0 – 2                                                                   | Bulgaria                                                                | Qual. Mondiali 2002                                                     | -                                                                       |                                                                         |
| 5-9-2001                                                                | Sofia                                                                   | Bulgaria                                                                | 0 – 2                                                                   | Danimarca                                                               | Qual. Mondiali 2002                                                     | -                                                                       |                                                                         |
| 6-10-2001                                                               | Praga                                                                   | Rep. Ceca                                                               | 6 – 0                                                                   | Bulgaria                                                                | Qual. Mondiali 2002                                                     | -                                                                       |                                                                         |
| 13-2-2002                                                               | Fiume                                                                   | Croazia                                                                 | 0 – 0                                                                   | Bulgaria                                                                | Amichevole                                                              | -                                                                       |                                                                         |
| 27-3-2002                                                               | East Rutherford                                                         | Ecuador                                                                 | 3 – 0                                                                   | Bulgaria                                                                | Amichevole                                                              | -                                                                       |                                                                         |
| 17-4-2002                                                               | East Rutherford                                                         | Messico                                                                 | 1 – 0                                                                   | Bulgaria                                                                | Amichevole                                                              | -                                                                       |                                                                         |
| 21-8-2002                                                               | Sofia                                                                   | Bulgaria                                                                | 2 – 2                                                                   | Germania                                                                | Amichevole                                                              | -                                                                       |                                                                         |
| 7-9-2002                                                                | Bruxelles                                                               | Belgio                                                                  | 0 – 2                                                                   | Bulgaria                                                                | Qual. Euro 2004                                                         | -                                                                       |                                                                         |
| 12-10-2002                                                              | Sofia                                                                   | Bulgaria                                                                | 2 – 0                                                                   | Croazia                                                                 | Qual. Euro 2004                                                         | -                                                                       |                                                                         |
| 16-10-2002                                                              | Sofia                                                                   | Bulgaria                                                                | 2 – 1                                                                   | Andorra                                                                 | Qual. Euro 2004                                                         | -                                                                       |                                                                         |
| 20-11-2002                                                              | Granada                                                                 | Spagna                                                                  | 1 – 0                                                                   | Bulgaria                                                                | Amichevole                                                              | -                                                                       |                                                                         |
| 27-3-2003                                                               | Kruševac                                                                | Serbia e Montenegro                                                     | 1 – 2                                                                   | Bulgaria                                                                | Amichevole                                                              | -                                                                       |                                                                         |
| 2-4-2003                                                                | Tallinn                                                                 | Estonia                                                                 | 0 – 0                                                                   | Bulgaria                                                                | Qual. Euro 2004                                                         | -                                                                       |                                                                         |
| 30-4-2003                                                               | Sofia                                                                   | Bulgaria                                                                | 2 – 0                                                                   | Albania                                                                 | Amichevole                                                              | -                                                                       |                                                                         |
| 7-6-2003                                                                | Sofia                                                                   | Bulgaria                                                                | 2 – 2                                                                   | Belgio                                                                  | Qual. Euro 2004                                                         | -                                                                       |                                                                         |
| 20-8-2003                                                               | Sofia                                                                   | Bulgaria                                                                | 3 – 0                                                                   | Lituania                                                                | Amichevole                                                              | -                                                                       |                                                                         |
| 6-9-2003                                                                | Sofia                                                                   | Bulgaria                                                                | 2 – 0                                                                   | Estonia                                                                 | Qual. Euro 2004                                                         | -                                                                       |                                                                         |
| 10-9-2003                                                               | Andorra la Vella                                                        | Andorra                                                                 | 0 – 3                                                                   | Bulgaria                                                                | Qual. Euro 2004                                                         | -                                                                       |                                                                         |
| 11-10-2003                                                              | Zagabria                                                                | Croazia                                                                 | 1 – 0                                                                   | Bulgaria                                                                | Qual. Euro 2004                                                         | -                                                                       |                                                                         |
| 18-11-2003                                                              | Seul                                                                    | Corea del Sud                                                           | 0 – 1                                                                   | Bulgaria                                                                | Amichevole                                                              | -                                                                       |                                                                         |
| 18-2-2004                                                               | Atene                                                                   | Grecia                                                                  | 2 – 0                                                                   | Bulgaria                                                                | Amichevole                                                              | -                                                                       |                                                                         |
| 31-3-2004                                                               | Sofia                                                                   | Bulgaria                                                                | 2 – 2                                                                   | Russia                                                                  | Amichevole                                                              | -                                                                       |                                                                         |
| 28-4-2004                                                               | Sofia                                                                   | Bulgaria                                                                | 3 – 0                                                                   | Camerun                                                                 | Amichevole                                                              | -                                                                       |                                                                         |
| 2-6-2004                                                                | Praga                                                                   | Rep. Ceca                                                               | 3 – 1                                                                   | Bulgaria                                                                | Amichevole                                                              | -                                                                       |                                                                         |
| 14-6-2004                                                               | Lisbona                                                                 | Bulgaria                                                                | 0 – 5                                                                   | Svezia                                                                  | Euro 2004                                                               | -                                                                       |                                                                         |
| 18-6-2004                                                               | Braga                                                                   | Danimarca                                                               | 2 – 0                                                                   | Bulgaria                                                                | Euro 2004                                                               | -                                                                       |                                                                         |
| 22-6-2004                                                               | Guimarães                                                               | Bulgaria                                                                | 1 – 2                                                                   | Italia                                                                  | Euro 2004                                                               | -                                                                       |                                                                         |
| 18-8-2004                                                               | Dublino                                                                 | Irlanda                                                                 | 1 – 1                                                                   | Bulgaria                                                                | Amichevole                                                              | -                                                                       |                                                                         |
| 4-9-2004                                                                | Reykjavík                                                               | Islanda                                                                 | 1 – 3                                                                   | Bulgaria                                                                | Qual. Mondiali 2006                                                     | -                                                                       |                                                                         |
| 9-10-2004                                                               | Zagabria                                                                | Croazia                                                                 | 2 – 2                                                                   | Bulgaria                                                                | Qual. Mondiali 2006                                                     | -                                                                       |                                                                         |
| 13-10-2004                                                              | Sofia                                                                   | Bulgaria                                                                | 4 – 1                                                                   | Malta                                                                   | Qual. Mondiali 2006                                                     | -                                                                       |                                                                         |
| 17-11-2004                                                              | Baku                                                                    | Azerbaigian                                                             | 0 – 0                                                                   | Bulgaria                                                                | Amichevole                                                              | -                                                                       |                                                                         |
| 29-11-2004                                                              | Il Cairo                                                                | Egitto                                                                  | 1 – 1                                                                   | Bulgaria                                                                | Amichevole                                                              | -                                                                       |                                                                         |
| 9-2-2005                                                                | Sofia                                                                   | Bulgaria                                                                | 0 – 0                                                                   | Serbia e Montenegro                                                     | Amichevole                                                              | -                                                                       |                                                                         |
| 26-3-2005                                                               | Sofia                                                                   | Bulgaria                                                                | 0 – 3                                                                   | Svezia                                                                  | Qual. Mondiali 2006                                                     | -                                                                       |                                                                         |
| 30-3-2005                                                               | Budapest                                                                | Ungheria                                                                | 1 – 1                                                                   | Bulgaria                                                                | Qual. Mondiali 2006                                                     | -                                                                       |                                                                         |
| 4-6-2005                                                                | Sofia                                                                   | Bulgaria                                                                | 1 – 3                                                                   | Croazia                                                                 | Qual. Mondiali 2006                                                     | -                                                                       |                                                                         |
| 17-8-2005                                                               | Sofia                                                                   | Bulgaria                                                                | 3 – 1                                                                   | Turchia                                                                 | Amichevole                                                              | -                                                                       |                                                                         |
| 3-9-2005                                                                | Solna                                                                   | Svezia                                                                  | 3 – 0                                                                   | Bulgaria                                                                | Qual. Mondiali 2006                                                     | -                                                                       |                                                                         |
| 7-9-2005                                                                | Sofia                                                                   | Bulgaria                                                                | 3 – 2                                                                   | Islanda                                                                 | Qual. Mondiali 2006                                                     | -                                                                       |                                                                         |
| 8-10-2005                                                               | Sofia                                                                   | Bulgaria                                                                | 2 – 0                                                                   | Ungheria                                                                | Qual. Mondiali 2006                                                     | -                                                                       |                                                                         |
| 12-10-2005                                                              | Attard                                                                  | Malta                                                                   | 1 – 1                                                                   | Bulgaria                                                                | Qual. Mondiali 2006                                                     | -                                                                       |                                                                         |
| 12-11-2005                                                              | Sofia                                                                   | Bulgaria                                                                | 6 – 2                                                                   | Georgia                                                                 | Amichevole                                                              | -                                                                       |                                                                         |
| 16-11-2005                                                              | Houston                                                                 | Messico                                                                 | 0 – 3                                                                   | Bulgaria                                                                | Amichevole                                                              | -                                                                       |                                                                         |
| 1-3-2006                                                                | Skopje                                                                  | Macedonia                                                               | 0 – 1                                                                   | Bulgaria                                                                | Amichevole                                                              | -                                                                       |                                                                         |
| 9-5-2006                                                                | Osaka                                                                   | Giappone                                                                | 1 – 2                                                                   | Bulgaria                                                                | Kirin Cup                                                               | -                                                                       |                                                                         |
| 11-5-2006                                                               | Kōbe                                                                    | Bulgaria                                                                | 1 – 5                                                                   | Scozia                                                                  | Kirin Cup                                                               | -                                                                       |                                                                         |
| 15-8-2006                                                               | Swansea                                                                 | Galles                                                                  | 0 – 0                                                                   | Bulgaria                                                                | Amichevole                                                              | -                                                                       |                                                                         |
| 2-9-2006                                                                | Costanza                                                                | Romania                                                                 | 2 – 2                                                                   | Bulgaria                                                                | Qual. Euro 2008                                                         | -                                                                       |                                                                         |
| 6-9-2006                                                                | Sofia                                                                   | Bulgaria                                                                | 3 – 0                                                                   | Slovenia                                                                | Qual. Euro 2008                                                         | -                                                                       |                                                                         |
| 7-10-2006                                                               | Sofia                                                                   | Bulgaria                                                                | 1 – 1                                                                   | Paesi Bassi                                                             | Qual. Euro 2008                                                         | -                                                                       |                                                                         |
| 11-10-2006                                                              | Lussemburgo                                                             | Lussemburgo                                                             | 0 – 1                                                                   | Bulgaria                                                                | Qual. Euro 2008                                                         | -                                                                       |                                                                         |
| 15-11-2006                                                              | Žilina                                                                  | Slovacchia                                                              | 3 – 1                                                                   | Bulgaria                                                                | Amichevole                                                              | -                                                                       |                                                                         |
| 6-2-2007                                                                | Larnaca                                                                 | Bulgaria                                                                | 2 – 0                                                                   | Lettonia                                                                | Amichevole                                                              | -                                                                       |                                                                         |
| 7-2-2007                                                                | Strovolos                                                               | Cipro                                                                   | 0 – 3                                                                   | Bulgaria                                                                | Amichevole                                                              | -                                                                       |                                                                         |
| 28-3-2007                                                               | Sofia                                                                   | Bulgaria                                                                | 0 – 0                                                                   | Albania                                                                 | Qual. Euro 2008                                                         | -                                                                       |                                                                         |
| 2-6-2007                                                                | Minsk                                                                   | Bielorussia                                                             | 0 – 2                                                                   | Bulgaria                                                                | Qual. Euro 2008                                                         | -                                                                       |                                                                         |
| 6-6-2007                                                                | Sofia                                                                   | Bulgaria                                                                | 2 – 1                                                                   | Bielorussia                                                             | Qual. Euro 2008                                                         | -                                                                       |                                                                         |
| 22-8-2007                                                               | Burgas                                                                  | Bulgaria                                                                | 0 – 1                                                                   | Galles                                                                  | Amichevole                                                              | -                                                                       |                                                                         |
| 8-9-2007                                                                | Amsterdam                                                               | Paesi Bassi                                                             | 2 – 0                                                                   | Bulgaria                                                                | Qual. Euro 2008                                                         | -                                                                       |                                                                         |
| 12-9-2007                                                               | Sofia                                                                   | Bulgaria                                                                | 3 – 0                                                                   | Lussemburgo                                                             | Qual. Euro 2008                                                         | -                                                                       |                                                                         |
| 17-10-2007                                                              | Tirana                                                                  | Albania                                                                 | 1 – 1                                                                   | Bulgaria                                                                | Qual. Euro 2008                                                         | -                                                                       |                                                                         |
| 17-11-2007                                                              | Sofia                                                                   | Bulgaria                                                                | 1 – 0                                                                   | Romania                                                                 | Qual. Euro 2008                                                         | -                                                                       |                                                                         |
| 21-11-2007                                                              | Celje                                                                   | Slovenia                                                                | 0 – 2                                                                   | Bulgaria                                                                | Qual. Euro 2008                                                         | -                                                                       |                                                                         |
| 6-2-2008                                                                | Belfast                                                                 | Irlanda del Nord                                                        | 0 – 1                                                                   | Bulgaria                                                                | Amichevole                                                              | -                                                                       |                                                                         |
| 26-3-2008                                                               | Sofia                                                                   | Bulgaria                                                                | 2 – 1                                                                   | Finlandia                                                               | Amichevole                                                              | -                                                                       |                                                                         |
| 20-8-2008                                                               | Zenica                                                                  | Bosnia ed Erzegovina                                                    | 1 – 2                                                                   | Bulgaria                                                                | Amichevole                                                              | -                                                                       |                                                                         |
| 6-9-2008                                                                | Podgorica                                                               | Montenegro                                                              | 2 – 2                                                                   | Bulgaria                                                                | Qual. Mondiali 2010                                                     | -                                                                       |                                                                         |
| 11-10-2008                                                              | Sofia                                                                   | Bulgaria                                                                | 0 – 0                                                                   | Italia                                                                  | Qual. Mondiali 2010                                                     | -                                                                       |                                                                         |
| 15-10-2008                                                              | Tbilisi                                                                 | Georgia                                                                 | 0 – 0                                                                   | Bulgaria                                                                | Qual. Mondiali 2010                                                     | -                                                                       |                                                                         |
| 19-11-2008                                                              | Belgrado                                                                | Serbia                                                                  | 6 – 1                                                                   | Bulgaria                                                                | Amichevole                                                              | -                                                                       |                                                                         |
| 11-2-2009                                                               | Lancy                                                                   | Svizzera                                                                | 1 – 1                                                                   | Bulgaria                                                                | Amichevole                                                              | -                                                                       |                                                                         |
| 28-3-2009                                                               | Dublino                                                                 | Irlanda                                                                 | 1 – 1                                                                   | Bulgaria                                                                | Qual. Mondiali 2010                                                     | -                                                                       |                                                                         |
| 1-4-2009                                                                | Sofia                                                                   | Bulgaria                                                                | 2 – 0                                                                   | Cipro                                                                   | Qual. Mondiali 2010                                                     | -                                                                       |                                                                         |
| 6-6-2009                                                                | Sofia                                                                   | Bulgaria                                                                | 1 – 1                                                                   | Irlanda                                                                 | Qual. Mondiali 2010                                                     | -                                                                       |                                                                         |
| 12-8-2009                                                               | Sofia                                                                   | Bulgaria                                                                | 1 – 0                                                                   | Lettonia                                                                | Amichevole                                                              | -                                                                       |                                                                         |
| 5-9-2009                                                                | Sofia                                                                   | Bulgaria                                                                | 4 – 1                                                                   | Montenegro                                                              | Qual. Mondiali 2010                                                     | -                                                                       |                                                                         |
| 9-9-2009                                                                | Torino                                                                  | Italia                                                                  | 2 – 0                                                                   | Bulgaria                                                                | Qual. Mondiali 2010                                                     | -                                                                       |                                                                         |
| 10-10-2009                                                              | Larnaca                                                                 | Cipro                                                                   | 4 – 1                                                                   | Bulgaria                                                                | Qual. Mondiali 2010                                                     | -                                                                       |                                                                         |
| 14-10-2009                                                              | Sofia                                                                   | Bulgaria                                                                | 6 – 2                                                                   | Georgia                                                                 | Qual. Mondiali 2010                                                     | -                                                                       |                                                                         |
| 18-11-2009                                                              | Paola                                                                   | Malta                                                                   | 1 – 4                                                                   | Bulgaria                                                                | Amichevole                                                              | -                                                                       |                                                                         |
| 3-3-2010                                                                | Varsavia                                                                | Polonia                                                                 | 2 – 0                                                                   | Bulgaria                                                                | Amichevole                                                              | -                                                                       |                                                                         |
| 19-5-2010                                                               | Bruxelles                                                               | Belgio                                                                  | 2 – 1                                                                   | Bulgaria                                                                | Amichevole                                                              | -                                                                       |                                                                         |
| 24-5-2010                                                               | Johannesburg                                                            | Sudafrica                                                               | 1 – 1                                                                   | Bulgaria                                                                | Amichevole                                                              | -                                                                       |                                                                         |
| 11-8-2010                                                               | San Pietroburgo                                                         | Russia                                                                  | 1 – 0                                                                   | Bulgaria                                                                | Amichevole                                                              | -                                                                       |                                                                         |
| 3-9-2010                                                                | Londra                                                                  | Inghilterra                                                             | 4 – 0                                                                   | Bulgaria                                                                | Qual. Euro 2012                                                         | -                                                                       |                                                                         |
| 7-9-2010                                                                | Sofia                                                                   | Bulgaria                                                                | 0 – 1                                                                   | Montenegro                                                              | Qual. Euro 2012                                                         | -                                                                       |                                                                         |
| 8-10-2010                                                               | Cardiff                                                                 | Galles                                                                  | 0 – 1                                                                   | Bulgaria                                                                | Qual. Euro 2012                                                         | -                                                                       |                                                                         |
| 12-10-2010                                                              | Istanbul                                                                | Arabia Saudita                                                          | 0 – 2                                                                   | Bulgaria                                                                | Amichevole                                                              | -                                                                       |                                                                         |
| 17-11-2010                                                              | Sofia                                                                   | Bulgaria                                                                | 0 – 1                                                                   | Serbia                                                                  | Amichevole                                                              | -                                                                       |                                                                         |
| 26-3-2011                                                               | Sofia                                                                   | Bulgaria                                                                | 0 – 0                                                                   | Svizzera                                                                | Qual. Euro 2012                                                         | -                                                                       |                                                                         |
| 29-3-2011                                                               | Larnaca                                                                 | Cipro                                                                   | 0 – 1                                                                   | Bulgaria                                                                | Amichevole                                                              | -                                                                       |                                                                         |
| 4-6-2011                                                                | Podgorica                                                               | Montenegro                                                              | 1 – 1                                                                   | Bulgaria                                                                | Qual. Euro 2012                                                         | -                                                                       |                                                                         |
| 10-8-2011                                                               | Minsk                                                                   | Bielorussia                                                             | 1 – 0                                                                   | Bulgaria                                                                | Amichevole                                                              | -                                                                       |                                                                         |
| 2-9-2011                                                                | Sofia                                                                   | Bulgaria                                                                | 0 – 3                                                                   | Inghilterra                                                             | Qual. Euro 2012                                                         | -                                                                       |                                                                         |
| 6-9-2011                                                                | Basilea                                                                 | Svizzera                                                                | 3 – 1                                                                   | Bulgaria                                                                | Qual. Euro 2012                                                         | -                                                                       |                                                                         |
| 7-10-2011                                                               | Kiev                                                                    | Ucraina                                                                 | 3 – 0                                                                   | Bulgaria                                                                | Amichevole                                                              | -                                                                       |                                                                         |
| 11-10-2011                                                              | Sofia                                                                   | Bulgaria                                                                | 0 – 1                                                                   | Galles                                                                  | Qual. Euro 2012                                                         | -                                                                       |                                                                         |
| 29-2-2012                                                               | Győr                                                                    | Ungheria                                                                | 1 – 1                                                                   | Bulgaria                                                                | Amichevole                                                              | -                                                                       |                                                                         |
| 26-5-2012                                                               | Amsterdam                                                               | Paesi Bassi                                                             | 1 – 2                                                                   | Bulgaria                                                                | Amichevole                                                              | -                                                                       |                                                                         |
| 29-5-2012                                                               | Wals-Siezenheim                                                         | Bulgaria                                                                | 0 – 2                                                                   | Turchia                                                                 | Amichevole                                                              | -                                                                       |                                                                         |
| 15-8-2012                                                               | Sofia                                                                   | Bulgaria                                                                | 1 – 0                                                                   | Cipro                                                                   | Amichevole                                                              | -                                                                       |                                                                         |
| 7-9-2012                                                                | Sofia                                                                   | Bulgaria                                                                | 2 – 2                                                                   | Italia                                                                  | Qual. Mondiali 2014                                                     | -                                                                       |                                                                         |
| 11-9-2012                                                               | Sofia                                                                   | Bulgaria                                                                | 1 – 0                                                                   | Armenia                                                                 | Qual. Mondiali 2014                                                     | -                                                                       |                                                                         |
| 12-10-2012                                                              | Sofia                                                                   | Bulgaria                                                                | 1 – 1                                                                   | Danimarca                                                               | Qual. Mondiali 2014                                                     | -                                                                       |                                                                         |
| 16-10-2012                                                              | Praga                                                                   | Rep. Ceca                                                               | 0 – 0                                                                   | Bulgaria                                                                | Qual. Mondiali 2014                                                     | -                                                                       |                                                                         |
| 14-11-2012                                                              | Sofia                                                                   | Bulgaria                                                                | 0 – 1                                                                   | Ucraina                                                                 | Amichevole                                                              | -                                                                       |                                                                         |
| 22-3-2013                                                               | Sofia                                                                   | Bulgaria                                                                | 6 – 0                                                                   | Malta                                                                   | Qual. Mondiali 2014                                                     | -                                                                       |                                                                         |
| 26-3-2013                                                               | Copenaghen                                                              | Danimarca                                                               | 1 – 1                                                                   | Bulgaria                                                                | Qual. Mondiali 2014                                                     | -                                                                       |                                                                         |
| 30-5-2013                                                               | Toyota                                                                  | Giappone                                                                | 0 – 2                                                                   | Bulgaria                                                                | Amichevole                                                              | -                                                                       |                                                                         |
| 4-6-2013                                                                | Almaty                                                                  | Kazakistan                                                              | 1 – 2                                                                   | Bulgaria                                                                | Amichevole                                                              | -                                                                       |                                                                         |
| 14-8-2013                                                               | Skopje                                                                  | Macedonia                                                               | 2 – 0                                                                   | Bulgaria                                                                | Amichevole                                                              | -                                                                       |                                                                         |
| 6-9-2013                                                                | Palermo                                                                 | Italia                                                                  | 1 – 0                                                                   | Bulgaria                                                                | Qual. Mondiali 2014                                                     | -                                                                       |                                                                         |
| 10-9-2013                                                               | Attard                                                                  | Malta                                                                   | 1 – 2                                                                   | Bulgaria                                                                | Qual. Mondiali 2014                                                     | -                                                                       |                                                                         |
| 11-10-2013                                                              | Erevan                                                                  | Armenia                                                                 | 2 – 1                                                                   | Bulgaria                                                                | Qual. Mondiali 2014                                                     | -                                                                       |                                                                         |
| 15-10-2013                                                              | Sofia                                                                   | Bulgaria                                                                | 0 – 1                                                                   | Rep. Ceca                                                               | Qual. Mondiali 2014                                                     | -                                                                       |                                                                         |
| 5-3-2014                                                                | Sofia                                                                   | Bulgaria                                                                | 2 – 1                                                                   | Bielorussia                                                             | Amichevole                                                              | -                                                                       |                                                                         |
| 23-5-2014                                                               | Ritzing                                                                 | Canada                                                                  | 1 – 1                                                                   | Bulgaria                                                                | Amichevole                                                              | -                                                                       |                                                                         |
| 9-9-2014                                                                | Baku                                                                    | Azerbaigian                                                             | 1 – 2                                                                   | Bulgaria                                                                | Qual. Euro 2016                                                         | -                                                                       |                                                                         |
| 10-10-2014                                                              | Sofia                                                                   | Bulgaria                                                                | 0 – 1                                                                   | Croazia                                                                 | Qual. Euro 2016                                                         | -                                                                       |                                                                         |
| 13-10-2014                                                              | Oslo                                                                    | Norvegia                                                                | 2 – 1                                                                   | Bulgaria                                                                | Qual. Euro 2016                                                         | -                                                                       |                                                                         |
| 16-11-2014                                                              | Sofia                                                                   | Bulgaria                                                                | 1 – 1                                                                   | Malta                                                                   | Qual. Euro 2016                                                         | -                                                                       |                                                                         |
| 28-3-2015                                                               | Sofia                                                                   | Bulgaria                                                                | 2 – 2                                                                   | Italia                                                                  | Qual. Euro 2016                                                         | -                                                                       |                                                                         |
| 8-6-2015                                                                | Istanbul                                                                | Turchia                                                                 | 4 – 0                                                                   | Bulgaria                                                                | Amichevole                                                              | -                                                                       |                                                                         |
| 12-6-2015                                                               | Attard                                                                  | Malta                                                                   | 0 – 1                                                                   | Bulgaria                                                                | Qual. Euro 2016                                                         | -                                                                       |                                                                         |
| 3-9-2015                                                                | Sofia                                                                   | Bulgaria                                                                | 0 – 1                                                                   | Norvegia                                                                | Qual. Euro 2016                                                         | -                                                                       |                                                                         |
| 6-9-2015                                                                | Palermo                                                                 | Italia                                                                  | 1 – 0                                                                   | Bulgaria                                                                | Qual. Euro 2016                                                         | -                                                                       |                                                                         |
| 10-10-2015                                                              | Zagabria                                                                | Croazia                                                                 | 3 – 0                                                                   | Bulgaria                                                                | Qual. Euro 2016                                                         | -                                                                       |                                                                         |
| 13-10-2015                                                              | Sofia                                                                   | Bulgaria                                                                | 2 – 0                                                                   | Azerbaigian                                                             | Qual. Euro 2016                                                         | -                                                                       |                                                                         |
| 25-3-2016                                                               | Leiria                                                                  | Portogallo                                                              | 0 – 1                                                                   | Bulgaria                                                                | Amichevole                                                              | -                                                                       |                                                                         |
| 29-3-2016                                                               | Skopje                                                                  | Macedonia                                                               | 0 – 2                                                                   | Bulgaria                                                                | Amichevole                                                              | -                                                                       |                                                                         |
| 3-6-2016                                                                | Toyota                                                                  | Giappone                                                                | 7 – 2                                                                   | Bulgaria                                                                | Amichevole                                                              | -                                                                       |                                                                         |
| 7-6-2016                                                                | Suita                                                                   | Bulgaria                                                                | 0 – 4                                                                   | Danimarca                                                               | Amichevole                                                              | -                                                                       |                                                                         |
| 6-9-2016                                                                | Sofia                                                                   | Bulgaria                                                                | 4 – 3                                                                   | Lussemburgo                                                             | Qual. Mondiali 2018                                                     | -                                                                       |                                                                         |
| 7-10-2016                                                               | Saint-Denis                                                             | Francia                                                                 | 4 – 1                                                                   | Bulgaria                                                                | Qual. Mondiali 2018                                                     | -                                                                       |                                                                         |
| 10-10-2016                                                              | Solna                                                                   | Svezia                                                                  | 3 – 0                                                                   | Bulgaria                                                                | Qual. Mondiali 2018                                                     | -                                                                       |                                                                         |
| 13-11-2016                                                              | Sofia                                                                   | Bulgaria                                                                | 1 – 0                                                                   | Bielorussia                                                             | Qual. Mondiali 2018                                                     | -                                                                       |                                                                         |
| 25-3-2017                                                               | Sofia                                                                   | Bulgaria                                                                | 2 – 0                                                                   | Paesi Bassi                                                             | Qual. Mondiali 2018                                                     | -                                                                       |                                                                         |
| 9-6-2017                                                                | Barysaŭ                                                                 | Bielorussia                                                             | 2 – 1                                                                   | Bulgaria                                                                | Qual. Mondiali 2018                                                     | -                                                                       |                                                                         |
| 31-8-2017                                                               | Sofia                                                                   | Bulgaria                                                                | 3 – 2                                                                   | Svezia                                                                  | Qual. Mondiali 2018                                                     | -                                                                       |                                                                         |
| 3-9-2017                                                                | Amsterdam                                                               | Paesi Bassi                                                             | 3 – 1                                                                   | Bulgaria                                                                | Qual. Mondiali 2018                                                     | -                                                                       |                                                                         |
| 7-10-2017                                                               | Sofia                                                                   | Bulgaria                                                                | 0 – 1                                                                   | Francia                                                                 | Qual. Mondiali 2018                                                     | -                                                                       |                                                                         |
| 10-10-2017                                                              | Lussemburgo                                                             | Lussemburgo                                                             | 1 – 1                                                                   | Bulgaria                                                                | Qual. Mondiali 2018                                                     | -                                                                       |                                                                         |
| 13-11-2017                                                              | Lisbona                                                                 | Arabia Saudita                                                          | 0 – 1                                                                   | Bulgaria                                                                | Amichevole                                                              | -                                                                       |                                                                         |
| 23-3-2018                                                               | Razgrad                                                                 | Bulgaria                                                                | 0 – 1                                                                   | Bosnia ed Erzegovina                                                    | Amichevole                                                              | -                                                                       |                                                                         |
| 26-3-2018                                                               | Felcsút                                                                 | Bulgaria                                                                | 2 – 1                                                                   | Kazakistan                                                              | Amichevole                                                              | -                                                                       |                                                                         |
| 6-9-2018                                                                | Lubiana                                                                 | Slovenia                                                                | 1 – 2                                                                   | Bulgaria                                                                | UEFA Nations League 2018-2019                                           | -                                                                       |                                                                         |
| 9-9-2018                                                                | Sofia                                                                   | Bulgaria                                                                | 1 – 0                                                                   | Norvegia                                                                | UEFA Nations League 2018-2019                                           | -                                                                       |                                                                         |
| 13-10-2018                                                              | Sofia                                                                   | Bulgaria                                                                | 2 – 1                                                                   | Cipro                                                                   | UEFA Nations League 2018-2019                                           | -                                                                       |                                                                         |
| 16-10-2018                                                              | Oslo                                                                    | Norvegia                                                                | 1 – 0                                                                   | Bulgaria                                                                | UEFA Nations League 2018-2019                                           | -                                                                       |                                                                         |
| 16-11-2018                                                              | Nicosia                                                                 | Cipro                                                                   | 1 – 1                                                                   | Bulgaria                                                                | UEFA Nations League 2018-2019                                           | -                                                                       |                                                                         |
| 19-11-2018                                                              | Sofia                                                                   | Bulgaria                                                                | 1 – 1                                                                   | Slovenia                                                                | UEFA Nations League 2018-2019                                           | -                                                                       |                                                                         |
| 22-3-2019                                                               | Sofia                                                                   | Bulgaria                                                                | 1 – 1                                                                   | Montenegro                                                              | Qual. Euro 2020                                                         | -                                                                       |                                                                         |
| 25-3-2019                                                               | Pristina                                                                | Kosovo                                                                  | 1 – 1                                                                   | Bulgaria                                                                | Qual. Euro 2020                                                         | -                                                                       |                                                                         |
| 7-6-2019                                                                | Praga                                                                   | Rep. Ceca                                                               | 2 – 1                                                                   | Bulgaria                                                                | Qual. Euro 2020                                                         | -                                                                       |                                                                         |
| 10-6-2019                                                               | Sofia                                                                   | Bulgaria                                                                | 2 – 3                                                                   | Kosovo                                                                  | Qual. Euro 2020                                                         | -                                                                       |                                                                         |
| 7-9-2019                                                                | Londra                                                                  | Inghilterra                                                             | 4 – 0                                                                   | Bulgaria                                                                | Qual. Euro 2020                                                         | -                                                                       |                                                                         |
| 10-9-2019                                                               | Dublino                                                                 | Irlanda                                                                 | 3 – 1                                                                   | Bulgaria                                                                | Amichevole                                                              | -                                                                       |                                                                         |
| 11-10-2019                                                              | Podgorica                                                               | Montenegro                                                              | 0 – 0                                                                   | Bulgaria                                                                | Qual. Euro 2020                                                         | -                                                                       |                                                                         |
| 14-10-2019                                                              | Sofia                                                                   | Bulgaria                                                                | 0 – 6                                                                   | Inghilterra                                                             | Qual. Euro 2020                                                         | -                                                                       |                                                                         |
| 17-11-2019                                                              | Sofia                                                                   | Bulgaria                                                                | 1 – 0                                                                   | Rep. Ceca                                                               | Qual. Euro 2020                                                         | -                                                                       |                                                                         |
| 26-2-2020                                                               | Sofia                                                                   | Bulgaria                                                                | 0 – 1                                                                   | Bielorussia                                                             | Amichevole                                                              | -                                                                       |                                                                         |
| 3-9-2020                                                                | Sofia                                                                   | Bulgaria                                                                | 1 – 1                                                                   | Irlanda                                                                 | UEFA Nations League 2020-2021                                           | -                                                                       |                                                                         |
| 6-9-2020                                                                | Cardiff                                                                 | Galles                                                                  | 1 – 0                                                                   | Bulgaria                                                                | UEFA Nations League 2020-2021                                           | -                                                                       |                                                                         |
| 8-10-2020                                                               | Sofia                                                                   | Bulgaria                                                                | 1 – 3                                                                   | Ungheria                                                                | Qual. Euro 2020                                                         | -                                                                       |                                                                         |
| 11-10-2020                                                              | Helsinki                                                                | Finlandia                                                               | 2 – 0                                                                   | Bulgaria                                                                | UEFA Nations League 2020-2021                                           | -                                                                       |                                                                         |
| 14-10-2020                                                              | Sofia                                                                   | Bulgaria                                                                | 0 – 1                                                                   | Galles                                                                  | UEFA Nations League 2020-2021                                           | -                                                                       |                                                                         |
| 11-11-2020                                                              | Sofia                                                                   | Bulgaria                                                                | 3 – 0                                                                   | Gibilterra                                                              | Amichevole                                                              | -                                                                       |                                                                         |
| 15-11-2020                                                              | Sofia                                                                   | Bulgaria                                                                | 1 – 2                                                                   | Finlandia                                                               | UEFA Nations League 2020-2021                                           | -                                                                       |                                                                         |
| 18-11-2020                                                              | Dublino                                                                 | Irlanda                                                                 | 0 – 0                                                                   | Bulgaria                                                                | UEFA Nations League 2020-2021                                           | -                                                                       |                                                                         |
| 25-3-2021                                                               | Sofia                                                                   | Bulgaria                                                                | 1 – 3                                                                   | Svizzera                                                                | Qual. Mondiali 2022                                                     | -                                                                       |                                                                         |
| 28-3-2021                                                               | Sofia                                                                   | Bulgaria                                                                | 0 – 2                                                                   | Italia                                                                  | Qual. Mondiali 2022                                                     | -                                                                       |                                                                         |
| 31-3-2021                                                               | Belfast                                                                 | Irlanda del Nord                                                        | 0 – 0                                                                   | Bulgaria                                                                | Qual. Mondiali 2022                                                     | -                                                                       |                                                                         |
| 2-9-2021                                                                | Firenze                                                                 | Italia                                                                  | 1 – 1                                                                   | Bulgaria                                                                | Qual. Mondiali 2022                                                     | -                                                                       |                                                                         |
| 2-9-2021                                                                | Sofia                                                                   | Bulgaria                                                                | 1 – 0                                                                   | Lituania                                                                | Qual. Mondiali 2022                                                     | -                                                                       |                                                                         |
| 9-10-2021                                                               | Vilnius                                                                 | Lituania                                                                | 3 – 1                                                                   | Bulgaria                                                                | Qual. Mondiali 2022                                                     | -                                                                       |                                                                         |
| 12-10-2021                                                              | Sofia                                                                   | Bulgaria                                                                | 2 – 1                                                                   | Irlanda del Nord                                                        | Qual. Mondiali 2022                                                     | -                                                                       |                                                                         |
| 15-11-2021                                                              | Lucerna                                                                 | Svizzera                                                                | 4 – 0                                                                   | Bulgaria                                                                | Qual. Mondiali 2022                                                     | -                                                                       |                                                                         |
| 26-3-2022                                                               | Doha                                                                    | Qatar                                                                   | 2 – 1                                                                   | Bulgaria                                                                | Amichevole                                                              | -                                                                       |                                                                         |
| 29-3-2022                                                               | Doha                                                                    | Croazia                                                                 | 2 – 1                                                                   | Bulgaria                                                                | Amichevole                                                              | -                                                                       |                                                                         |
| 02-6-2022                                                               | Razgrad                                                                 | Bulgaria                                                                | 1 – 1                                                                   | Macedonia del Nord                                                      | UEFA Nations League 2022-2023                                           | -                                                                       |                                                                         |
| 05-6-2022                                                               | Razgrad                                                                 | Bulgaria                                                                | 2 – 5                                                                   | Georgia                                                                 | UEFA Nations League 2022-2023                                           | -                                                                       |                                                                         |
| 09-6-2022                                                               | Gibilterra                                                              | Gibilterra                                                              | 1 – 1                                                                   | Bulgaria                                                                | UEFA Nations League 2022-2023                                           | -                                                                       |                                                                         |
| 12-6-2022                                                               | Tbilisi                                                                 | Georgia                                                                 | 0 – 0                                                                   | Bulgaria                                                                | UEFA Nations League 2022-2023                                           | -                                                                       |                                                                         |
| 23-9-2022                                                               | Razgrad                                                                 | Bulgaria                                                                | 5 – 1                                                                   | Gibilterra                                                              | UEFA Nations League 2022-2023                                           | -                                                                       |                                                                         |
| 26-9-2022                                                               | Skopje                                                                  | Macedonia del Nord                                                      | 0 – 1                                                                   | Bulgaria                                                                | UEFA Nations League 2022-2023                                           | -                                                                       |                                                                         |
| 16-11-2022                                                              | Nicosia                                                                 | Cipro                                                                   | 0 – 2                                                                   | Bulgaria                                                                | Amichevole                                                              | -                                                                       |                                                                         |
| 20-11-2022                                                              | Lussemburgo                                                             | Lussemburgo                                                             | 0 – 0                                                                   | Bulgaria                                                                | Amichevole                                                              | -                                                                       |                                                                         |
| 24-3-2023                                                               | Razgrad                                                                 | Bulgaria                                                                | 0 – 1                                                                   | Montenegro                                                              | Qual. Euro 2024                                                         | -                                                                       |                                                                         |
| 27-3-2023                                                               | Budapest                                                                | Ungheria                                                                | 3 – 0                                                                   | Bulgaria                                                                | Qual. Euro 2024                                                         | -                                                                       |                                                                         |
| 17-6-2023                                                               | Kaunas                                                                  | Lituania                                                                | 1 – 1                                                                   | Bulgaria                                                                | Qual. Euro 2024                                                         | -                                                                       |                                                                         |
| 20-6-2023                                                               | Razgrad                                                                 | Bulgaria                                                                | 1 – 1                                                                   | Serbia                                                                  | Qual. Euro 2024                                                         | -                                                                       |                                                                         |
| 07-9-2023                                                               | Plovdiv                                                                 | Bulgaria                                                                | 0 – 1                                                                   | Iran                                                                    | Amichevole                                                              | -                                                                       |                                                                         |
| 10-9-2023                                                               | Podgorica                                                               | Montenegro                                                              | 2 – 1                                                                   | Bulgaria                                                                | Qual. Euro 2024                                                         | -                                                                       |                                                                         |
| 14-10-2023                                                              | Sofia                                                                   | Bulgaria                                                                | 0 – 2                                                                   | Lituania                                                                | Qual. Euro 2024                                                         | -                                                                       |                                                                         |
| 17-10-2023                                                              | Tirana                                                                  | Albania                                                                 | 2 – 0                                                                   | Bulgaria                                                                | Amichevole                                                              | -                                                                       |                                                                         |
| 16-11-2023                                                              | Sofia                                                                   | Bulgaria                                                                | 2 – 2                                                                   | Ungheria                                                                | Qual. Euro 2024                                                         | -                                                                       |                                                                         |
| 19-11-2023                                                              | Leskovac                                                                | Serbia                                                                  | 2 – 2                                                                   | Bulgaria                                                                | Qual. Euro 2024                                                         | -                                                                       |                                                                         |
| 22-3-2024                                                               | Baku                                                                    | Tanzania                                                                | 0 – 1                                                                   | Bulgaria                                                                | Amichevole                                                              | -                                                                       |                                                                         |
| 25-3-2024                                                               | Baku                                                                    | Azerbaigian                                                             | 1 – 1                                                                   | Bulgaria                                                                | Amichevole                                                              | -                                                                       |                                                                         |
| 04-6-2024                                                               | Bucarest                                                                | Romania                                                                 | 0 – 0                                                                   | Bulgaria                                                                | Amichevole                                                              | -                                                                       |                                                                         |
| 08-6-2024                                                               | Lubiana                                                                 | Slovenia                                                                | 1 – 1                                                                   | Bulgaria                                                                | Amichevole                                                              | -                                                                       |                                                                         |
| 05-9-2024                                                               | Zalaegerszeg                                                            | Bielorussia                                                             | 0 – 0                                                                   | Bulgaria                                                                | UEFA Nations League 2024-2025                                           | -                                                                       |                                                                         |
| 08-9-2024                                                               | Sofia                                                                   | Bulgaria                                                                | 1 – 0                                                                   | Irlanda del Nord                                                        | UEFA Nations League 2024-2025                                           | -                                                                       |                                                                         |
| 12-10-2024                                                              | Sofia                                                                   | Bulgaria                                                                | 0 – 0                                                                   | Lussemburgo                                                             | UEFA Nations League 2024-2025                                           | -                                                                       |                                                                         |
| 15-10-2024                                                              | Belfast                                                                 | Irlanda del Nord                                                        | 5 – 0                                                                   | Bulgaria                                                                | UEFA Nations League 2024-2025                                           | -                                                                       |                                                                         |
| Totale                                                                  |                                                                         | Presenze                                                                | 339                                                                     |                                                                         | Reti                                                                    |                                                                         |                                                                         |